# Schloss Neustrelitz

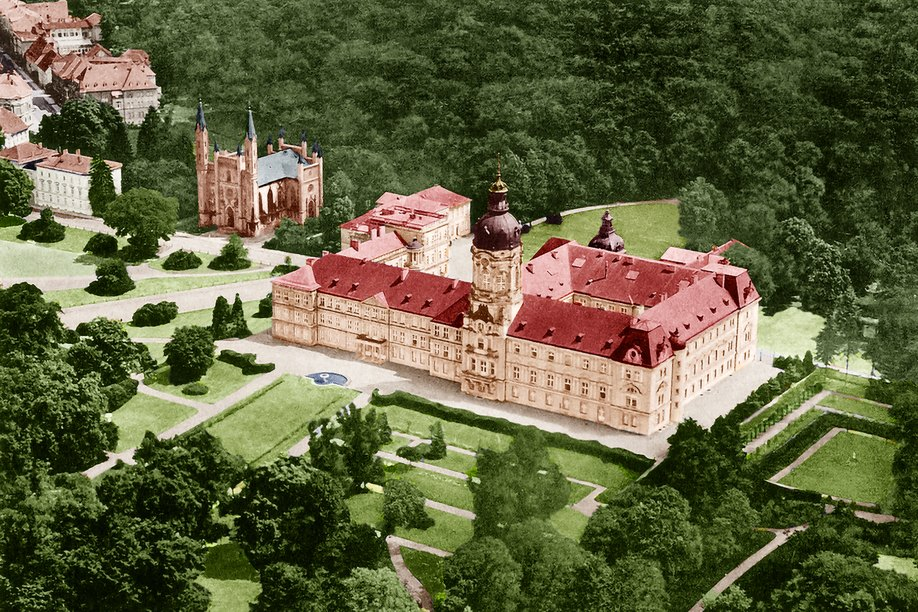
Schloss Neustrelitz, daneben die Schlosskirche (koloriertes Luftbild, um 1920)

Das Schloss Neustrelitz – von 1731 bis 1918 Hauptresidenz der regierenden Herzöge und Großherzöge von Mecklenburg-Strelitz – war das erste Gebäude der 1733 gegründeten Stadt Neustrelitz. Es wurde in den Jahren 1726–1731 im Auftrag von Herzogin Dorothea Sophie nach Plänen von Julius Löwe im Stil des Barocks erbaut und mehrfach erweitert.
Im Ergebnis der Novemberrevolution von 1918 wurde die Monarchie in Deutschland als Staatsform beseitigt; das Neustrelitzer Schloss wurde verstaatlicht und somit Eigentum des neu geschaffenen Freistaates Mecklenburg-Strelitz.
Zwischen 1918 und 1934 war das Schloss Sitz des Landtags vom Freistaat Mecklenburg-Strelitz; dort wurde die erste demokratische Verfassung eines deutschen Landes ausgehandelt. Weitere Räumlichkeiten des vormaligen Residenzschlosses wurden seit März 1921 vom Mecklenburg-Strelitzschen Landesmuseum und der Mecklenburg-Strelitzschen Landesbücherei sowie seit 1925 auch vom Mecklenburg-Strelitzschen Hauptarchiv genutzt.
Nach der Machtergreifung der Nationalsozialisten (1933) befand sich ab 1934 zunächst eine „SA-Stammschule für Geländesport“ im Schloss. Diese wurde 1935 in eine „Führerschule des Hochschulinstituts für Leibesübungen“ der damaligen Friedrich-Wilhelms-Universität zu Berlin umgewandelt. An dieser Bildungseinrichtung des NS-Staates wurden bis 1945 Sportlehrer/-innen ausgebildet aber auch Schulleiter und Beamte der Schulaufsichtsbehörden geschult.
Während des Zweiten Weltkrieges (1939–1945) befand sich neben der „Führerschule Neustrelitz“ und dem Mecklenburg-Strelitzschen Landesmuseum noch ein Lazarett im Neustrelitzer Schloss. Am 30. April 1945 fiel das Residenzschloss kurz vor Kriegsende einem mutmaßlich durch Brandstiftung verursachten Großbrand zum Opfer.
Nach Gründung der DDR wurde die Schlossruine 1949 gesprengt und in den 1950er Jahren bis auf die Grundmauern abgetragen. Ab 2021/22 soll die Sicherung der erhaltenen Keller erfolgen und der 51 Meter hohe Schlossturm als wichtige Landmarke der Stadt wiedererrichtet werden.

## Überblick
Das von 1726 bis 1731 erbaute Residenzschloss war bis zum Ende der Monarchie in Deutschland Hauptresidenz der regierenden Herzöge und Großherzöge von Mecklenburg-Strelitz. Dem Bau des Schlosses folgte der einer Siedlung für Hofstaat und Landesverwaltung und der Aufruf des Herzogs zur Ansiedlung von Neubürgern vom 20. Mai 1733; dieser gilt heute als Gründungsurkunde der Stadt Neustrelitz.

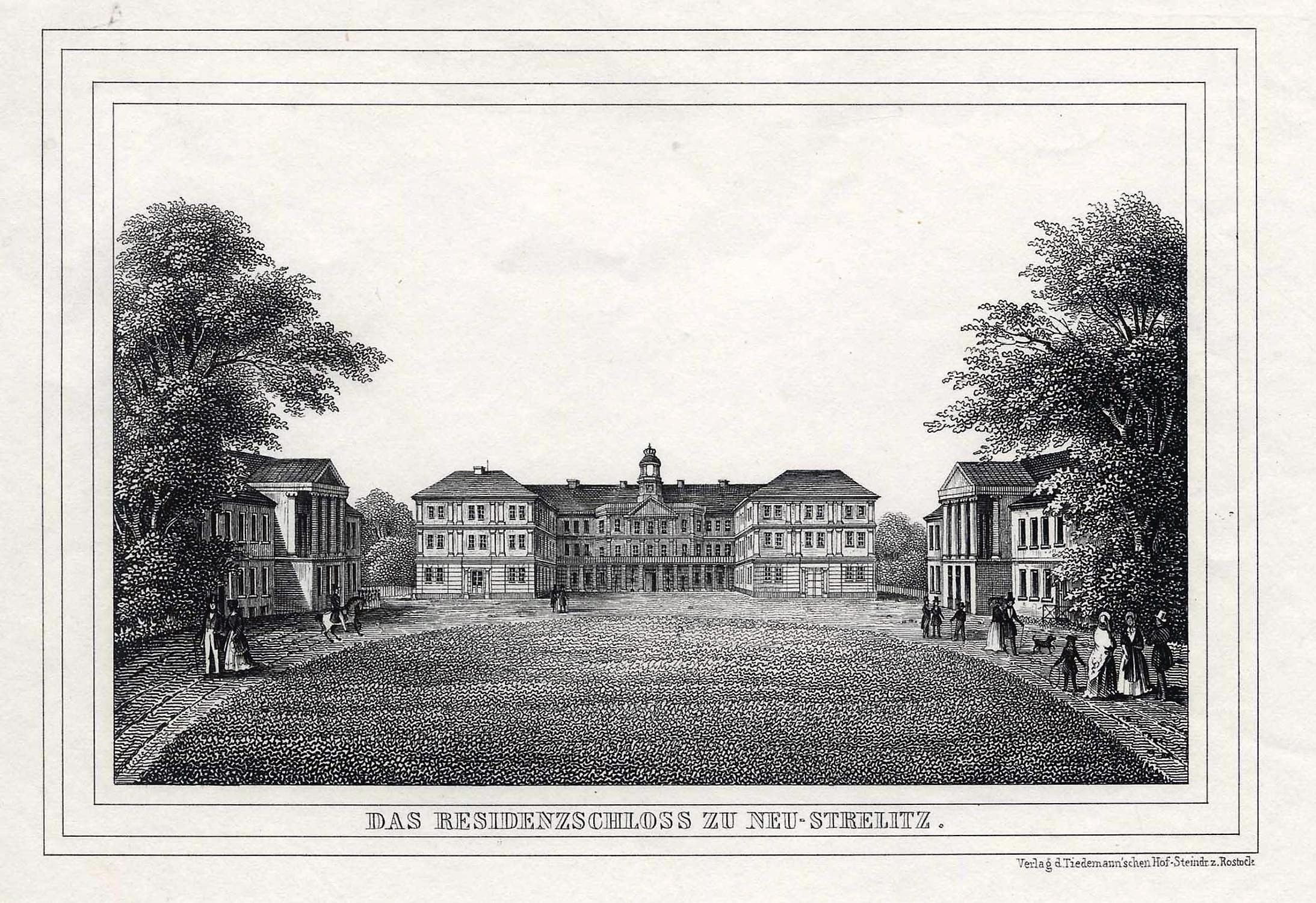
Blick auf den Ehrenhof des Schlosses nach der klassizistischen Umgestaltung, Lithographie 1843

Das Schloss wurde mehrfach umgebaut und erweitert, zuletzt von 1905 bis 1909. Die im Schloss befindlichen Sammlungen des Mecklenburg-Strelitz'schen Fürstenhauses wurden im Laufe der Zeit um zahlreiche Ausstattungsstücke aus diversen Schlössern der Dynastie erweitert.
Nach dem Ersten Weltkrieg (1914–1918) und der Novemberrevolution von 1918 endete mit Ausrufung der Republik am 9. November 1918 die Herrschaft der Monarchie in Deutschland. Die von den Mecklenburg-Strelitzer Fürsten zusammengetragenen Sammlungen wurden nach Übergang des großherzoglichen Schlosses an den neugeschaffenen Freistaat Mecklenburg-Strelitz seit 1921 im Landesmuseum ausgestellt. Andere Räumlichkeiten des vormaligen Residenzschlosses nutzten seit 1925 das Mecklenburg-Strelitzsche Hauptarchiv und nach der Ausrufung der Weimarer Republik der demokratisch gewählte Landtag des Freistaates.

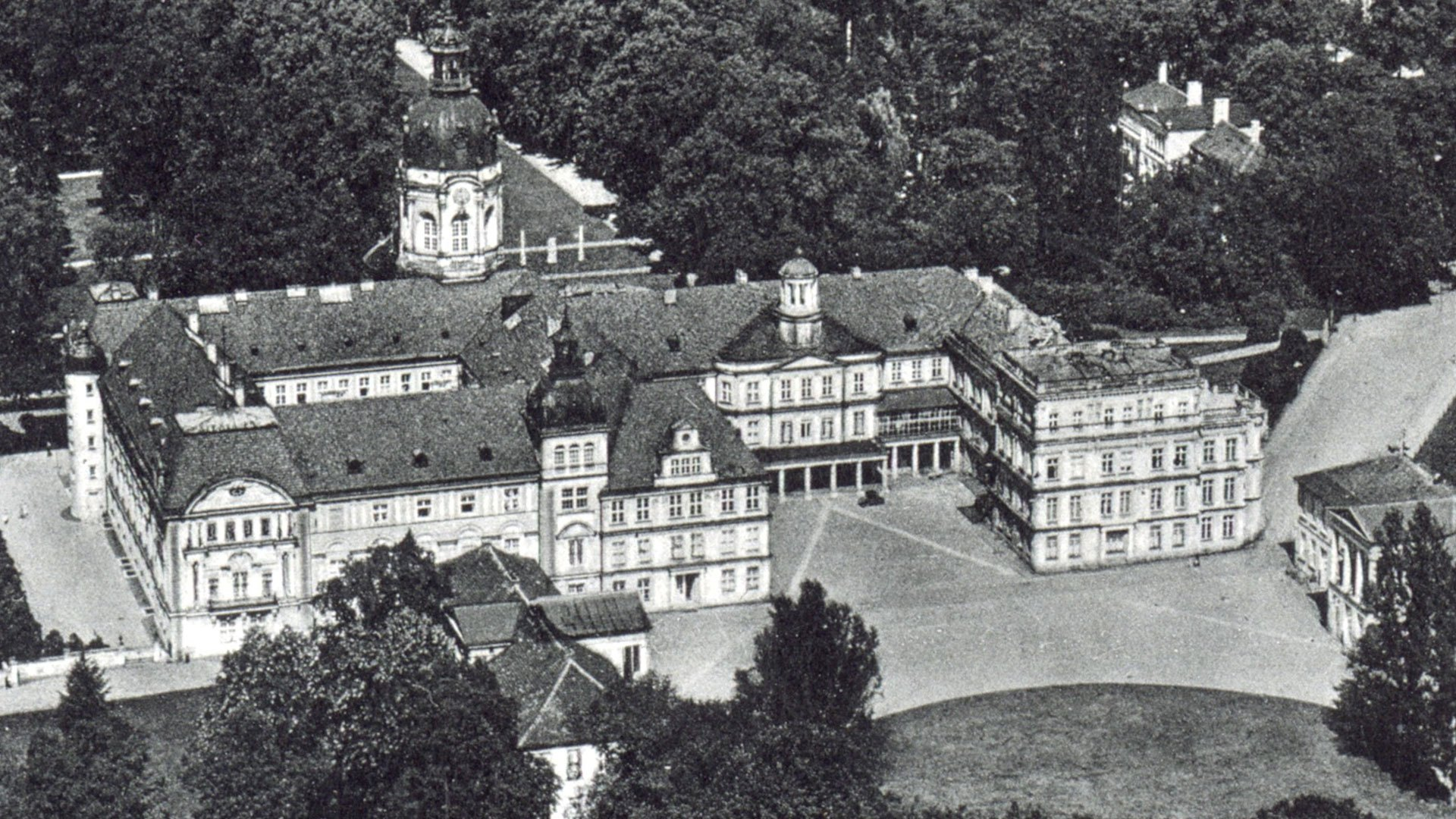
Neustrelitzer Schloss um 1920

1933 war unter Mitwirkung von Walter Karbe die Mecklenburg-Strelitz'sche Landesbücherei vom Schloss in das ehem. Großherzogliche Parkhaus umgezogen. Es gelang ihm, die Sammlung unbeschadet auch durch den Zweiten Weltkrieg zu bringen. 1950 wurden die Mecklenburg-Strelitz'sche Landesbücherei aufgelöst. Bestände gelangten u. a. in die Landesbibliothek Schwerin und die Universitätsbibliothek Rostock. Große Teile der regionalkundlichen Sammlung der Landesbücherei verblieben in Neustrelitz und wurden später Grundstock der regionalkundlichen Sondersammlung der Stadt- und Bezirksbibliothek Neubrandenburg (heute: Regionalbibliothek Neubrandenburg).
Die 1935 aus einer „SA-Stammschule für Geländesport“  hervorgegangene „Führerschule des Institutes für Leibesübungen“ der damaligen Friedrich-Wilhelms-Universität zu Berlin war bis zum Ende des Zweiten Weltkrieges (1945) im System der „nationalsozialistischen Leibeserziehung“ eine Prüfungs- und Fortbildungsstätte für Sportlehrer/-innen aber auch für Schulleiter und Beamte der Schulaufsichtsbehörden. Im Kriegsverlauf wurde neben der „Führerschule Neustrelitz“ und dem Mecklenburg-Strelitzschen Landesmuseum noch ein Lazarett im Schloss eingerichtet.
1945 brannte das Schloss aus; noch im Schloss befindliche Sammlungen gingen dabei verloren. Die in Teilen wiederaufbaufähige Ruine wurde 1949 gesprengt und bis 1950 komplett abgetragen. Lediglich Teile der Fundamente und Kelleranlagen blieben bis heute erhalten. Hinsichtlich seiner kulturhistorischen Bedeutung war das Neustrelitzer Schloss in Mecklenburg mit Schlössern anderer Hauptresidenzen mecklenburgischer (Groß-) Herzöge in Güstrow, Ludwigslust und Schwerin vergleichbar. Seit der deutschen Wiedervereinigung 1990 gibt es Bestrebungen für einen Wiederaufbau des Schlosses, der durch mehrere Vereine und Institutionen unterstützt wird.
Am 24. Oktober 2019 stimmten die Neustrelitzer Stadtvertreter mehrheitlich für den Entwurf einer Vereinbarung mit dem Land Mecklenburg-Vorpommern (MV) zur Entwicklung des Schlossbergareals. Zunächst soll der 51 Meter hohe Schlossturm im Äußeren entsprechend seinem historischen Vorbild wieder aufgebaut werden. Statt die denkmalgeschützten Kellerräume wie ursprünglich vorgesehen zu verfüllen, sollen diese beräumt, begehbar gemacht und mit einer nutzbaren Betondecke überspannt werden.
Im Residenzviertel und innerhalb des Neustrelitzer Schlossparks blieben verschiedene Gebäude und Bauwerke erhalten; seit der deutschen Wiedervereinigung 1990 wurden diese umfassend restauriert. Zu den bedeutendsten unter ihnen zählen die Schlosskirche am Friedrich-Wilhelm-Buttel-Platz, das an der Parkstraße gelegene ehem. Großherzogliche Parkhaus, die am Schlosspark gelegene Orangerie sowie der Hebetempel und Luisentempel im Schlosspark.

## Geschichte des Gebäudes und Nutzung

### Um- und Ausbau des Jagdschlosses in Glienecke (1726–1731)

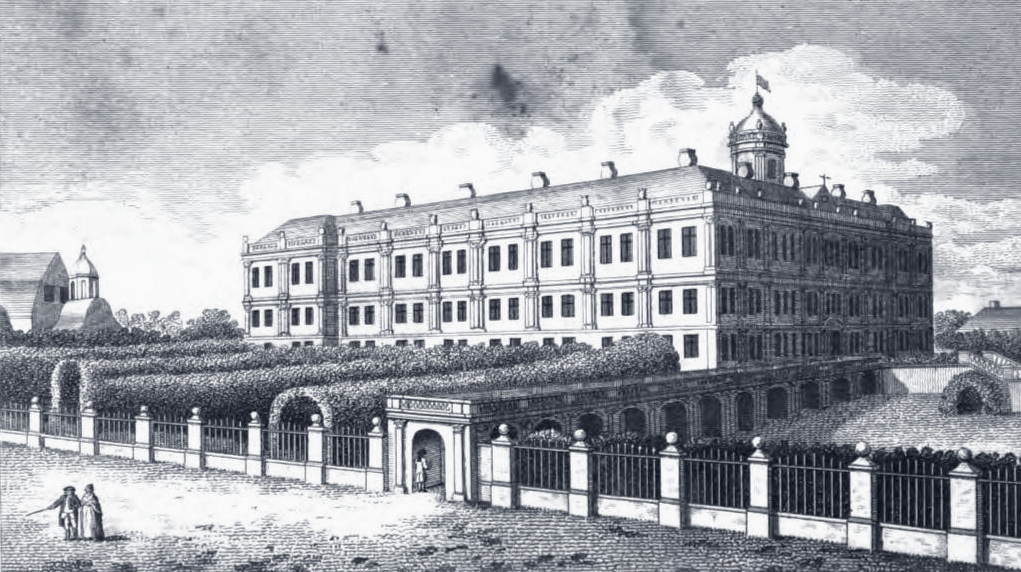
Neustrelitzer Residenzschloss, Bauzustand um 1770

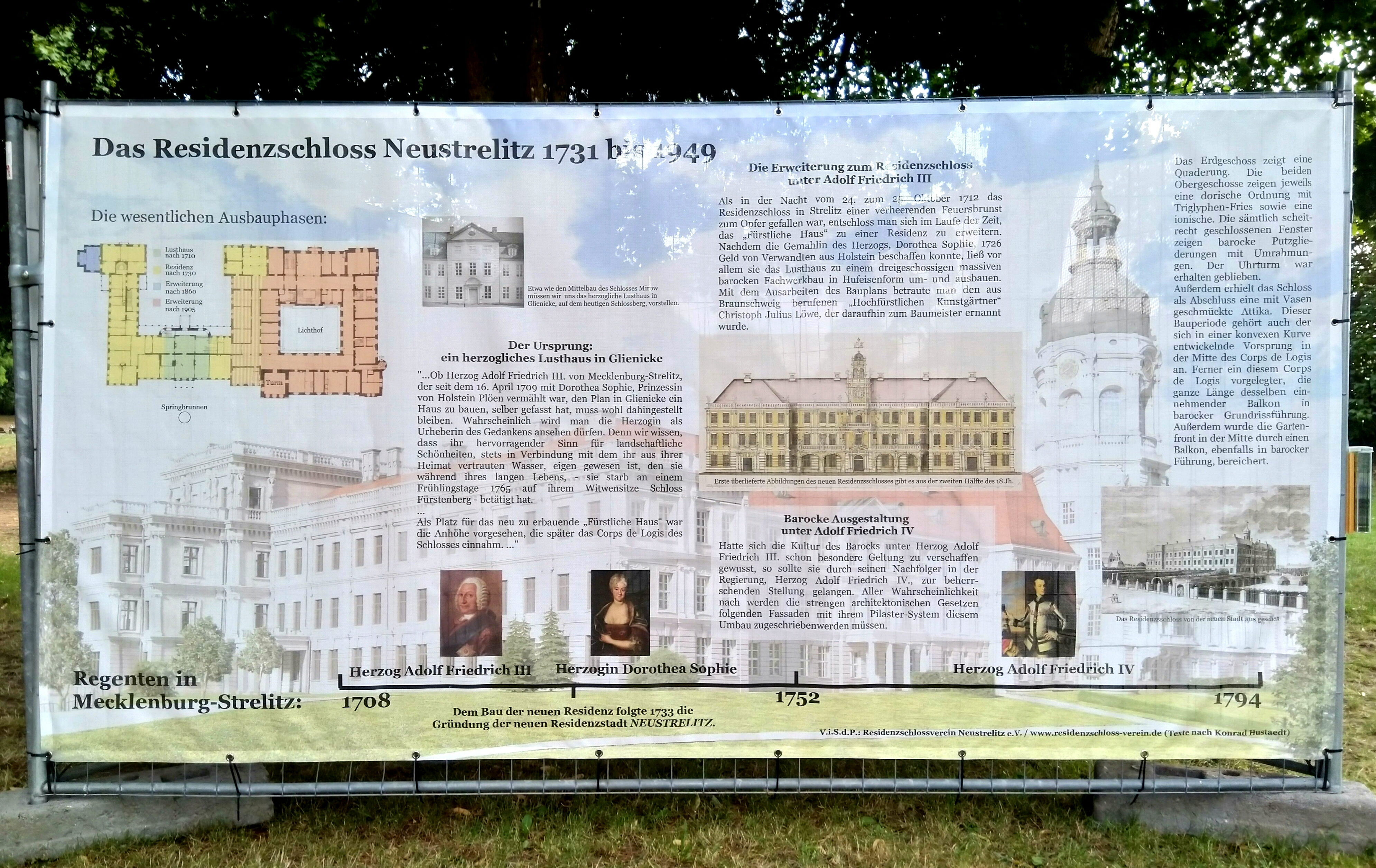
Infotafel (1/3) des Schlossvereins von 2021 zum Ursprung des Residenzschlosses

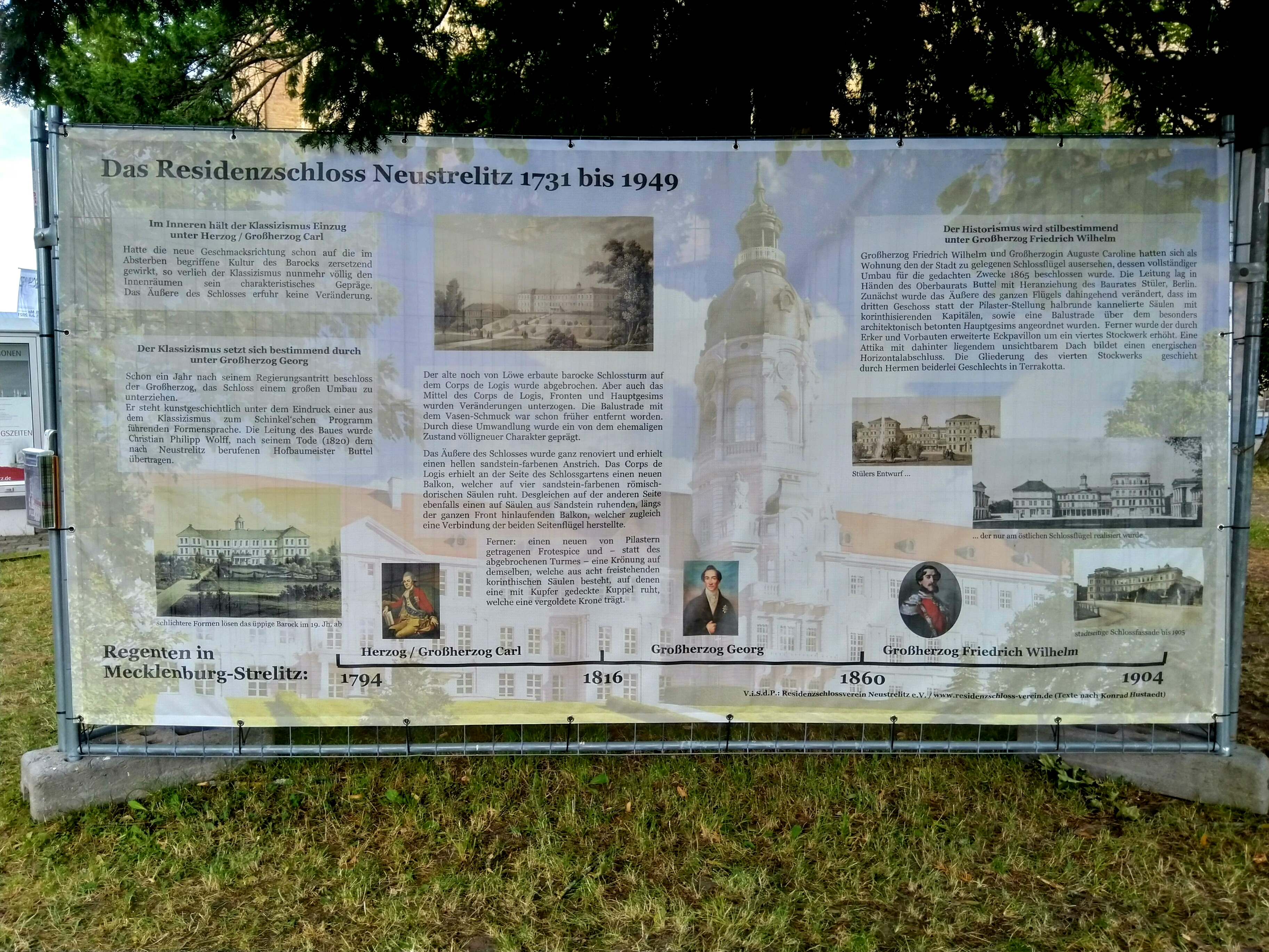
Infotafel (2/3) des Schlossvereins zur Geschichte des Residenzschlosses

Nach einem Großbrand des bisherigen Residenzschlosses in Strelitz (1712) lebte die herzogliche Familie zunächst in einer Notunterkunft in der Strelitzer Kanzlei und den Sommerhäusern in Canow und Priepert.
Auf dem Pachtgut Glienecke hatte sich Herzog Adolf Friedrich III. von 1709 bis 1711 ein Fachwerkhaus bauen lassen, um es als Jagdschloss zu nutzen. Nachdem die Gemahlin des Herzogs, Dorothea Sophie, 1726 Geld von Verwandten aus Holstein beschaffen konnte, ließ sie ohne Wissen des Herzogs mithilfe von Strelitzer Bürgern und Architekt Julius Löwe das Glienecker Jagdschloss zu einem dreigeschossigen massiven barocken Fachwerkbau in Hufeisenform um- und ausbauen. Nach der Fertigstellung des Glienecker Residenzschlosses im Jahre 1731 lud sie ihren Mann zu einer Spazierfahrt ein, die am neuerbauten Schloss vorbeiführte. Auf des Herzogs Frage nach dem Bewohner antwortete sie: „Ewer Liebden sind in Ihrem eigenen Haus.“
Unter den Nachfolgern von Adolf Friedrich III. wurden Schloss und Stadt stetig zu einer barocken Residenz erweitert. Nach 1755 wurden die Außenwände des von Löwe errichteten Fachwerkbaus durch verputzte Steinwände ersetzt. Um 1755 erfolgte unter Herzog Adolf Friedrich IV. die Errichtung der Treppenanlagen nach dem Vorbild von Versailles. Das Schloss war zu dieser Zeit eine typisch barocke, dreiflügelige Anlage mit offenem Ehrenhof. Erstmals beschrieb der englische Reiseschriftsteller Thomas Nugent Schloss und Park in ihrer damaligen Form.

„Es [das Schloss] steht auf einem angenehmen, etwas erhabenen und trockenen Boden, vorne ein Tiergarten und hinten ein großer Garten an einem schönen See gelegen […] An beiden Seiten der Hauptallee sind Grotten und andere kleine Alleen, die zum Teil Irrgärten formieren […]“

### Erweiterungs- und Umbauten (1865–1918)

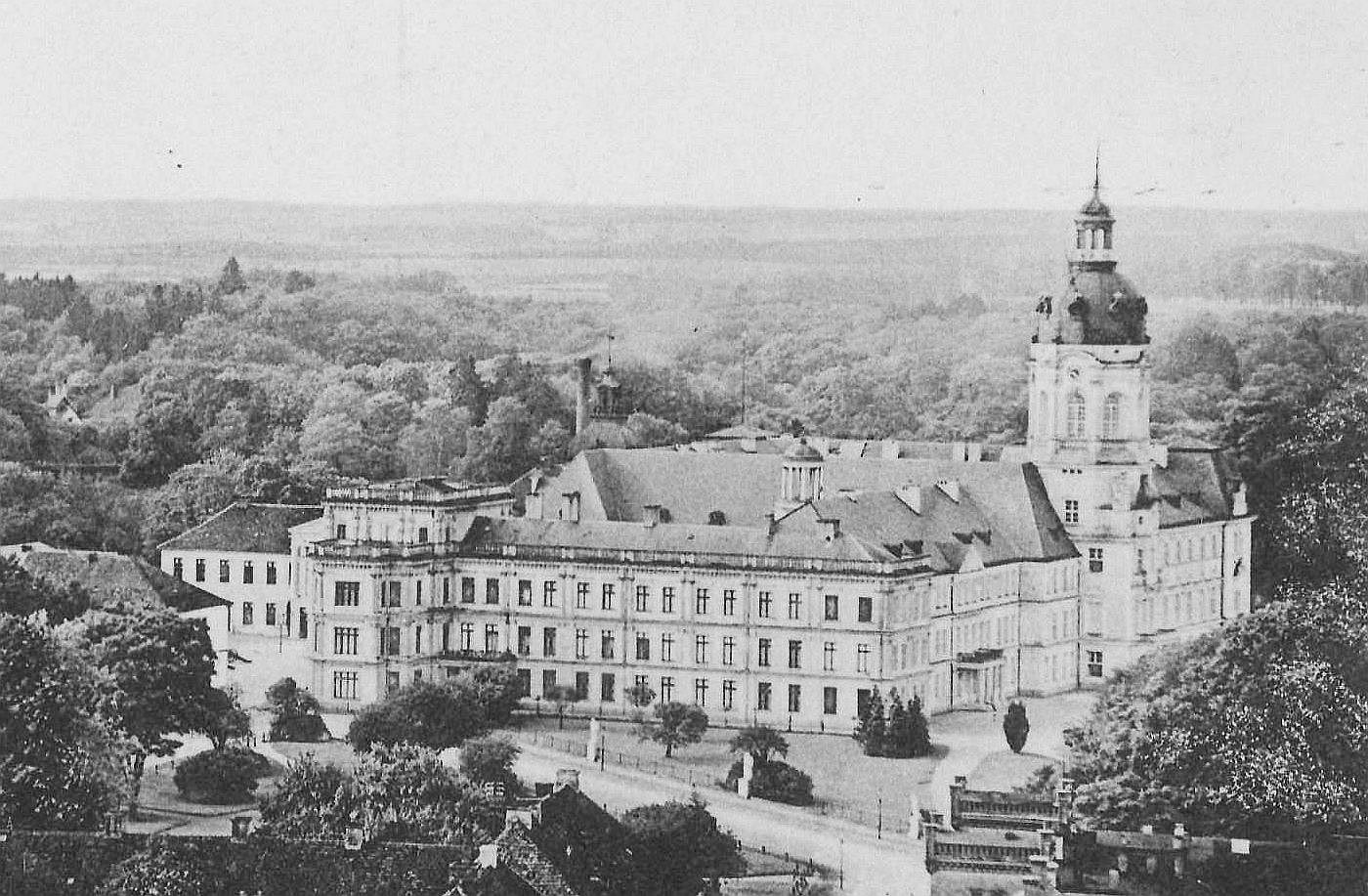
Aufnahme des Residenzschlosses, um 1910

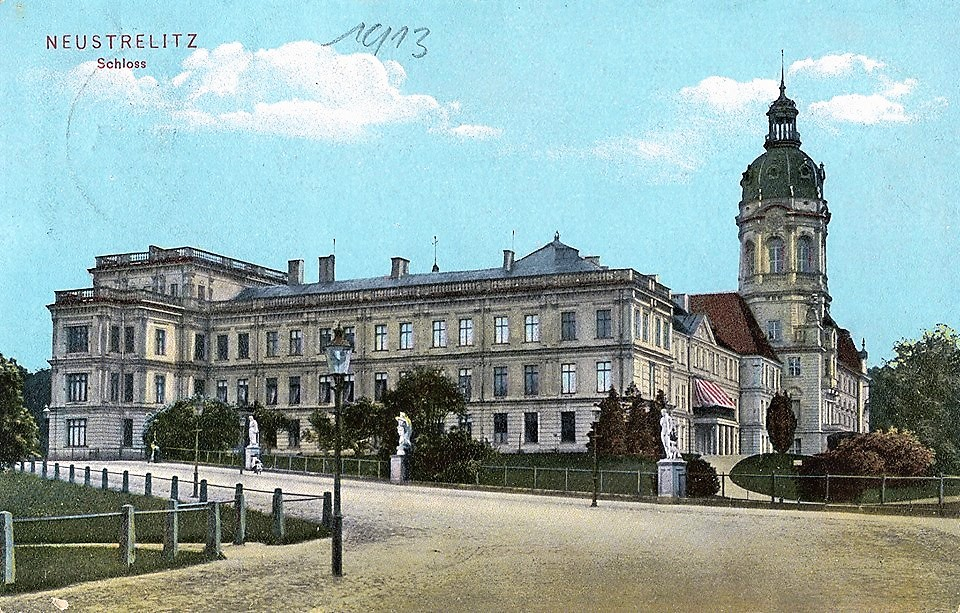
Stadtseitiger Flügel des Residenzschlosses auf einer kolorierten Postkarte von 1913

Nach dem Tod von Großherzog Georg übernahm 1860 dessen Sohn Friedrich Wilhelm (II.) im Landesteil Mecklenburg-Strelitz die Regierungsgeschäfte. 1865 ließ er den stadtseitig gelegenen Schlossflügel nach Entwürfen von Friedrich August Stüler überformen und zur Tiergartenseite hin durch um eine Etage aufstocken. Den Abschluss des Stockwerks, des als „Pavillon“ bezeichneten Baus, bildete statt einer Traufe eine gut sichtbare Balustrade. Die im Innern des „Pavillon“ befindliche, über zwei Stockwerke reichende Schlosskapelle wurde nicht mehr benötigt, da bereits zwischen 1855 und 1859 am Paradeplatz nahe dem Schloss die Neustrelitzer Schlosskirche errichtet worden war.
In der Regierungszeit von Großherzog Adolf Friedrich V. wurde dem Neustrelitzer Residenzschloss zwischen 1905 und 1909 durch Anschluss eines großzügigen Erweiterungsbaus sein endgültiges Aussehen verliehen. Den Entwurf dafür lieferte der Berliner Architekt Albert Geyer. Dabei wurden an den Westflügel drei weitere Flügelbauten angefügt und so ein geschlossener Hof geschaffen; die Grundfläche des Schlosses wurde dadurch nahezu verdoppelt. In dieser Bauphase wurde auch der Schlossturm errichtet, der durch den unter Leitung von Johann Friedrich Eosander von Göthe erbauten Turm des Schlosses Charlottenburg inspiriert war. Da der weithin sichtbare Schlossturm sich vom Markt aus gesehen annähernd auf einer Fluchtlinie mit der Schloßstraße befand, gewann er große Bedeutung für die stadträumlichen Blickbeziehungen. Er wurde zu einem der Wahrzeichen der Stadt und der Region Mecklenburg-Strelitz.
In der Zeit des Ersten Weltkrieges (1914–1918) wurden keine größeren baulichen Veränderungen am Schloss mehr vorgenommen.

### Landtagssitz des Freistaates Mecklenburg-Strelitz (1918–1934)
Nach 1918 war das Neustrelitzer Schloss bis zur Wiedervereinigung der Freistaaten Mecklenburg-Strelitz und Mecklenburg-Schwerin im Jahr 1934 Sitz des demokratisch gewählten Landtags des Freistaates Mecklenburg-Strelitz. Der Strelitzer Landtag handelte hier die erste demokratische Verfassung eines deutschen Bundesstaates aus. Am 15. Dezember 1918 erfolgte die Wahl zur verfassunggebenden Versammlung. Am 30. März 1919 wurde der 1. ordentliche Landtag gewählt, bei der die SPD 18 Sitze, die Wirtschaftliche Vereinigung 9 Sitze und die DDP 8 Sitze errangen. Daneben bot das Schloss seit März 1921 auch dem Mecklenburg-Strelitzschen Landesmuseum in zunächst zwei Räumen eine bescheidene Unterkunft, die erst allmählich über den Charakter eines Heimatmuseums hinauswuchs. Im Schloss war seit 1925 zudem das Mecklenburg-Strelitz'sche Hauptarchiv untergebracht. Auch Dienstwohnungen verschiedener Landesbeamter befanden sich im Schloss.

### Führerschule des Berliner-Institutes für Leibesübungen (1935–1945)

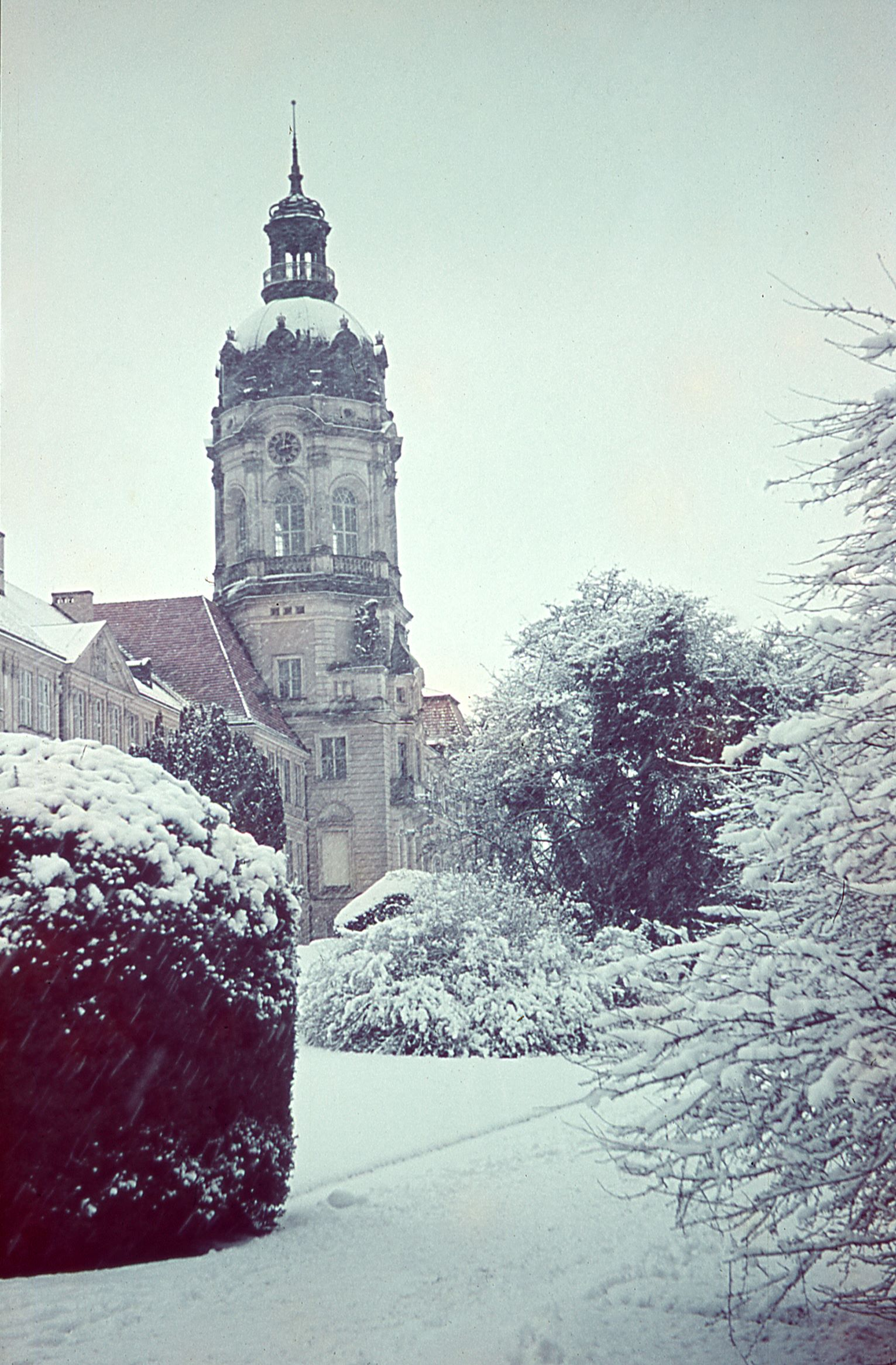
Farbfotografie des Schlossturms in einem Winter um 1940

1935 wurde die erst 1934 im Neustrelitzer Schloss eingerichtete „SA-Stammschule für Geländesport“ in eine „Führerschule des Institutes für Leibesübungen“ der Friedrich-Wilhelms-Universität zu Berlin umgewandelt. Die bildungspolitische Zielsetzung der „Führerschule Neustrelitz“ wird im Handbuch über den Preußischen Staat verdeutlicht: „Dem Berliner Hochschulinstitut ist die Führerschule in Neustrelitz unterstellt. Sie dient der Veranstaltung von zentralen Lehrgängen zur Einführung der Lehrer, Schulleiter und Schulaufsichtsbeamten in Sonderaufgaben der körperlichen Erziehung“ (Handbuch über den Preußischen Staat, 1938, S. 103). Die „Führerschule Neustrelitz“ war demnach, im System der „nationalsozialistischen Leibeserziehung“ nicht nur eine zentrale Prüfungs- und Fortbildungsstätte für Sportlehrer/-innen, sondern darüber hinaus auch für Schulleiter und Beamte der Schulaufsichtsbehörden im damaligen deutschen NS-Staat.
Außer der „Führerschule Neustrelitz“ befand sich im Schloss auch das Mecklenburg-Strelitzsche Landesmuseum,  wobei die „Führerschule“ hauptsächlich den zwischen 1905 und 1909 errichteten Erweiterungsbau, der über einen Innenhof verfügte und das Obergeschoss des alten Schlosses nutzte. Die Schulleitung konnte einen separaten Zugang benutzen, der über eine  in einem kleinen runden Turm befindliche Wendeltreppe in das Obergeschoss des Erweiterungsbaus führte. Außerdem wurde für die Schulleitung 1936 ein Extrafahrstuhl eingebaut. Im Neustrelitzer Residenzviertel gelegenen ehem. Marstall wurden drei Turnhallen eingerichtet und das Großherzogliche Parkhaus zu einer Lehrstätte der „Führerschule Neustrelitz“ umgebaut. Das Konzept der „staatlichen Leibeserziehung“  nach dem in der Zeit des Nationalsozialismus an der „Führerschule Neustrelitz“ ausgebildet werden sollte, prägte der Sportfunktionär und -wissenschaftler Carl Krümmel. Das „Krümmelsche Konzept der staatlichen Leibeserziehung“ stellte den Begriff der „Leibeserziehung“ in den Mittelpunkt der Überlegungen und sah den Menschen als „leib-seelische Einheit“.
Ab 1939 erfolgte dort nur noch die Ausbildung von Sportlehrerinnen; diese wurden aber erstmals umfassend in vielen Sportarten geschult und nicht nur in Gymnastik. Im Kriegsverlauf wurde zusätzlich auch ein Lazarett im Schloss eingerichtet, das für im Krieg verwundete Soldaten „Versehrtensport“ anbot. Sowohl die „Führerschule Neustrelitz“ als auch das Lazarett nutzten Räume im neuen Teil des Schlosses; im alten Schlossteil wurden zuletzt 38 Räume vom Mecklenburg-Strelitzschen Landesmuseum für Ausstellungen genutzt.

### Zerstörung am Kriegsende 1945

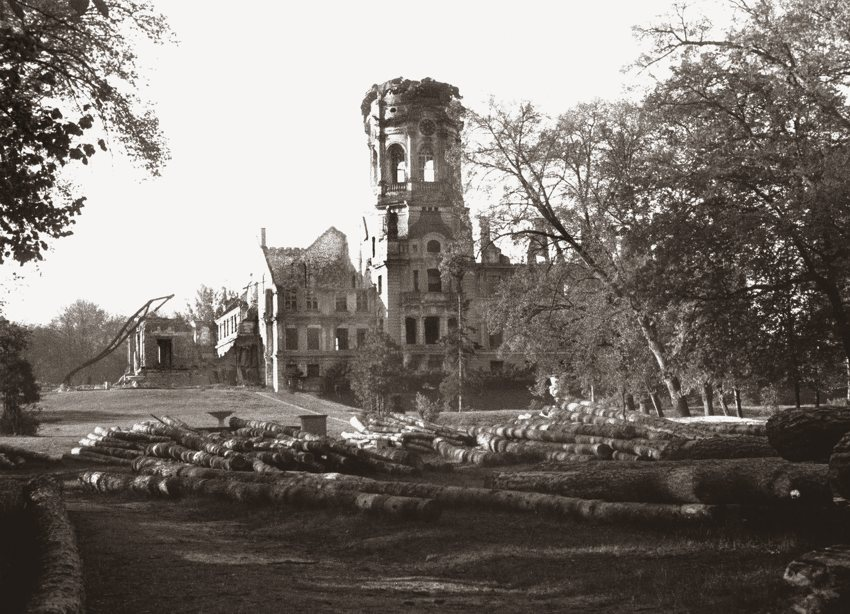
Ruinen des Neustrelitzer Schlosses (1949)

Unmittelbar vor dem Kriegsende brannte das Schloss in der Nacht vom 29. zum 30. April 1945 ab.
Zu den Brandursachen sind verschiedenste Erinnerungsberichte und Spekulationen in Umlauf. So heißt es beispielsweise „der Brand wurde aus purem Vandalismus gelegt“, oder „das Landratsamt wurde angezündet, weil dort Waffen gelagert hätten“. Augenzeugen wollten beobachtet haben, „daß in den letzten 14 Tagen vor Einmarsch der Roten Armee große Mengen Aktenkisten vom Bahnhof in das Schloß transportiert, örtliche Gespanne dazu verpflichtet […] wurden. Außerdem seien große Mengen Benzinkanister auf dem Schloßhof gesehen worden. Der Brand des Schlosses habe noch in der Nacht des 29. April kurz nach Abzug der letzten deutschen Truppen begonnen und könnte mit den Aktenverbrennungen im Zusammenhang stehen“. Anderswo heißt es, Leuchtgeschosse deutscher Flugzeuge, die versuchten, anrückende sowjetische Panzer zu bekämpfen, hätten das Dach getroffen und es damit in Brand gesetzt.
Das Feuer war noch in 15 Kilometer Entfernung am Himmel zu sehen. Reste der Ausstattung blieben ungesichert zurück. Damit gingen auch große Teile des in den 1920ern im Schloss entstandenen Mecklenburg-Strelitzschen Landesmuseums verloren, zu dem Sammlungen, Kunstbesitz und Raumausstattungen aus dem Besitz des bis 1918 in Neustrelitz regierenden Fürstenhauses formiert worden waren. Verschiedenartige Stücke wurden durch die Bevölkerung gestohlen, in den Kellerräumen untergebrachte Gegenstände zum Teil aber auch noch sehr viel später verkauft (zum Beispiel die Kutsche für einen Spielfilm der DEFA). Das ausgebrannte Schloss wurde in der Nachkriegszeit weiter zerstört, indem Neustrelitzer Bürger und sowjetische Besatzer Steine daraus für Neubauten und Reparaturen in der Stadt nutzten. Die verbliebene Ruine wurde 1949 gesprengt und bis 1950 abgetragen.
Im Neustrelitzer Residenzviertel und im Schlosspark blieben aus der Zeit der Monarchie in Mecklenburg-Strelitz eine Reihe von Gebäuden und Bauwerken erhalten, vom ehemaligen Residenzschloss jedoch nur noch Kellerräume aus der letzten Bauphase im frühen 20. Jahrhundert. Der ungefähre Grundriss der Gebäudeflügel des älteren Schlossteils ist heute mit weißen Kieselsteinen angedeutet.

## Architektur

### Baukörper und Fassade

#### Überblick

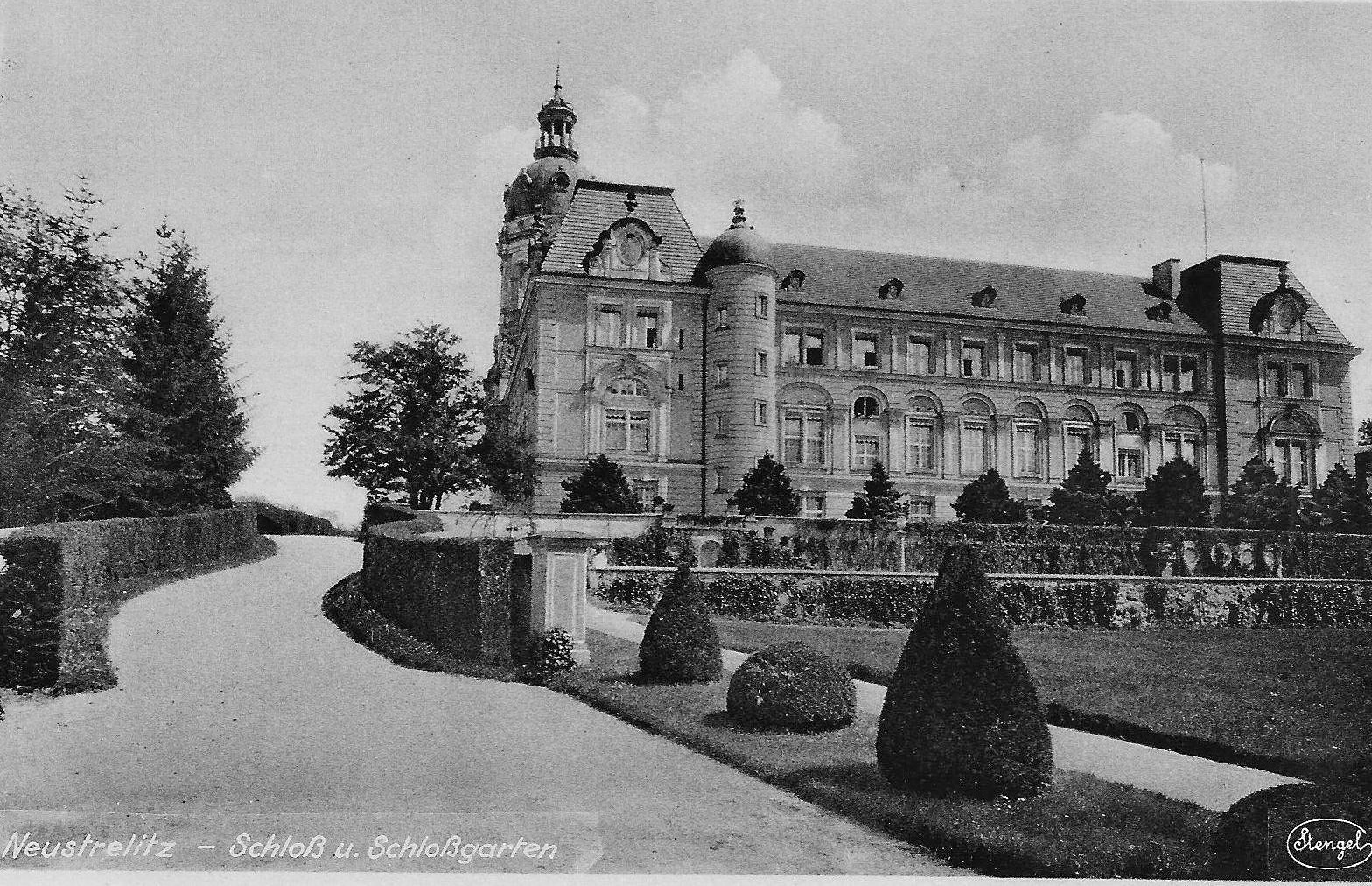
Südwestliche Fassade, um 1920

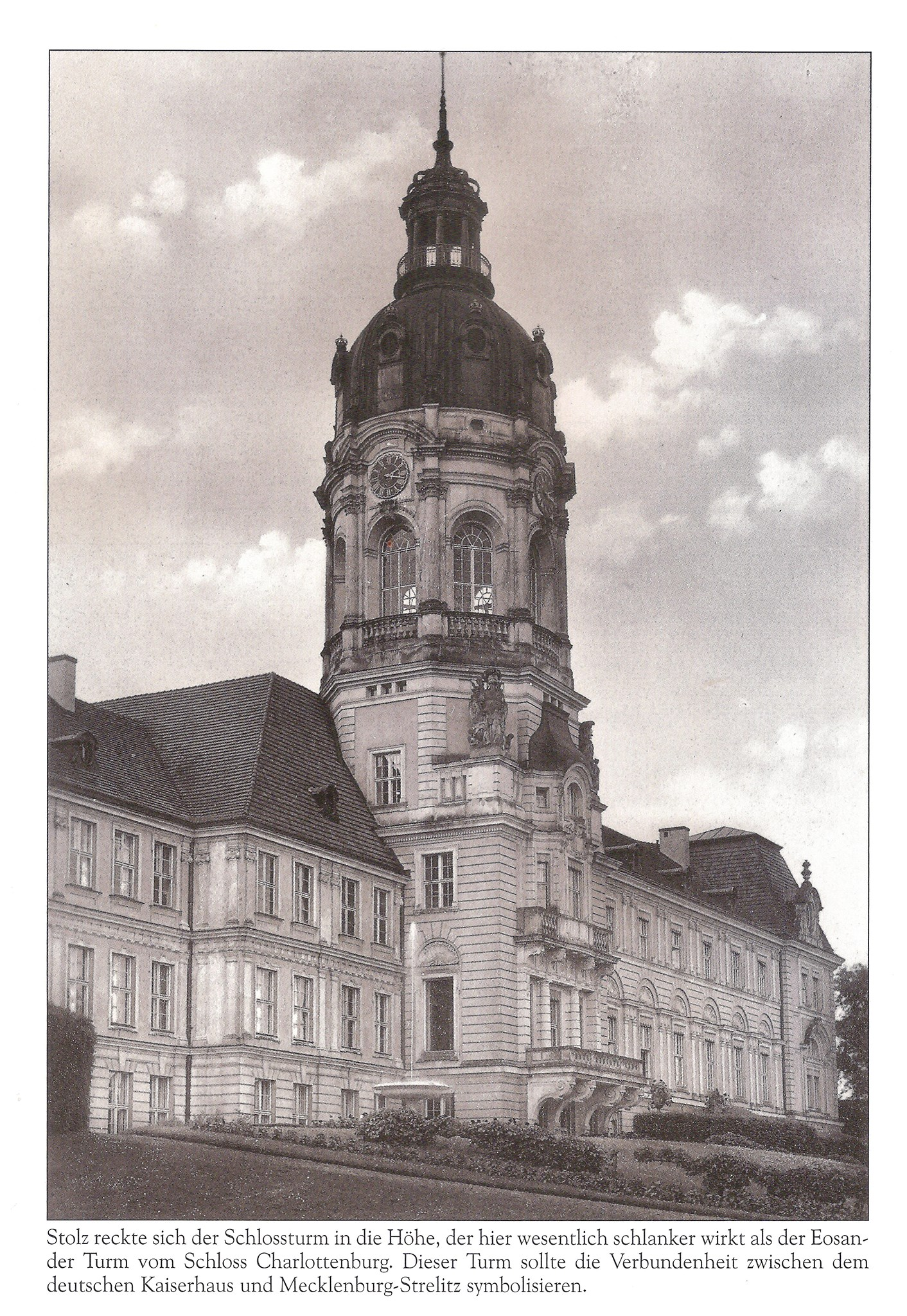
Schlossturm um 1920

Der vollendete Schlossbau fügte sich in außergewöhnlicher Weise aus Bestandteilen verschiedener Zeitschichten zusammen. Ausgangspunkt war der dreiflügelige barocke Baukörper, der einen offenen Ehrenhof bildete. Dieser war trotz der späteren klassizistischen Überformungen in seinem Bauvolumen klar erkennbar. Der östlich gelegene Schlossflügel wurde durch Stüler ab 1865 überformt und um einen erhöhten Pavillonbau ergänzt. Das gesamte Schloss verfügte über drei Geschosse, mit Ausnahme des aufgestockten Pavillons.
An den westlichen Flügel des Ursprungsbaus fügten sich drei weitere Schlossflügel an, die einen geschlossenen Lichthof bildeten und mit der Schlosserweiterung durch Geyer ab 1905 ergänzt wurden. Der Schlossturm wurde zur selben Zeit errichtet und fügte sich zwischen die neuen Flügel und den älteren Schlossbau ein.
Es ergab sich insgesamt, durch die Vermengung verschiedener Stilrichtungen und die unregelmäßigen Proportionen des Schlossbaus, das Bild einer über die Jahrhunderte gewachsenen Schlossanlage. 

#### Beschreibung
Die Schaufassade des Ehrenhofs verfügte über einen fünfachsigen Risalit, über dem sich ein Tympanon befand. Über dem Dach sich erhob ein schlichter Uhrenturm, der als Monopteros ausgeführt war. Vor dem mittleren Gebäudetrakt verlief eine Kolonnade mit toskanischen Säulen, die wiederum einen Balkon trugen, der über das erste Obergeschoss zu betreten war. Sämtliche Sockelgeschosse waren rustifiziert. 
Die Fensterpaare der klassizistisch umgestalteten Fassade wurden durch doppelt angeordnete Pilaster gegliedert. Im Bereich des aufgestockten Pavillons fanden sich anstelle der Pilaster Atlantenhermen.
Der Erweiterungsbau des frühen 20. Jahrhunderts nahm die doppelten Pilasterstellungen auf, aber ordnete die Fenster stattdessen einzeln an. Die drei neuen Fassaden nahmen ihre Inspiration aus der Renaissance und dem Barock. Sie unterschieden sich somit stilistisch und durch eine erhöhte Traufe von den Bestandsfassaden. Geyer fügte jedem neuen Flügel einen Turm hinzu: der Südwestflügel erhielt einen kleinen rundförmigen Treppenturm; der Flügel zum Kavaliershaus einen das Dach überragenden Turm mit Laterne; und der Flügel zum Schlossgarten erhielt schließlich den repräsentativen Schlossturm, der mit seiner Größe als Landmarke diente.
Der Schlossturm fungierte als Bindeglied zwischen der älteren Schlossanlage und der Erweiterung. Er stand leicht aus der Fassade hervor und orientierte sich am Turm des Schloss Charlottenburg, war allerdings in seiner individuellen Gestaltung und Ausführung eigenständig. So umfasste das erste Obergeschoss des Turms einen breiten Balkon, der durch mächtige Konsolen gestützt wurde. Ein weiterer Balkon befand sich am Erker des zweiten Obergeschosses. An den Eckpunkten des mittleren Turmabschnitts waren monumentale Trophäen aus Sandstein aufgestellt. Insgesamt war der Turm höher und wirkte in seinen Proportionen schlanker als das Charlottenburger Vorbild. Der Tambour wurde durch korinthische Dreiviertelsäulen gegliedert, zwischen denen sich hohe Rundbogenfenster befanden. Über jedem zweiten Fenster war eine Uhr mit vergoldeten Zeigern und Zifferblättern angebracht. Die kupferne Turmkuppel wurde durch einen Monopteros mit acht toskanischen Säulen bekrönt.

### Innenräume

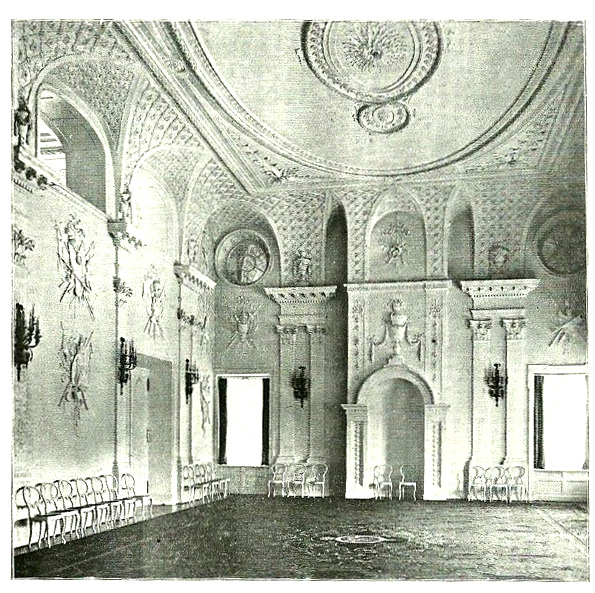
Großer Saal, Fotografie 1910

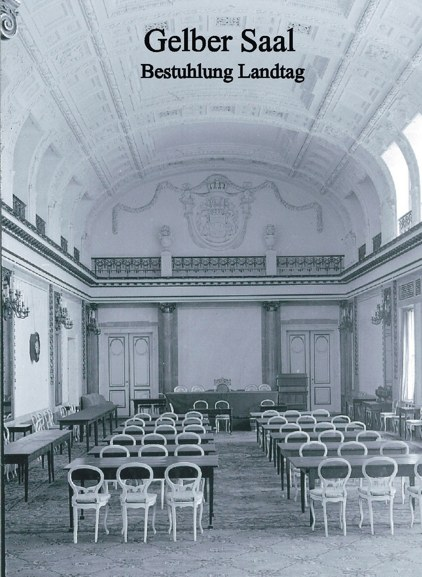
Gelber Saal in Nutzung für den Landtag, 1922

Die Innenräume des ursprünglichen barocken Baukörpers wurden im frühen 18. Jahrhundert klassizistisch umgestaltet. Hervorzuheben ist hier der Gelbe Saal, der sich im westlichen Flügel, mit Blick zum Ehrenhof befand und für repräsentative Zwecke diente. Er verlief geschossübergreifend über das erste und zweite Obergeschoss und verfügte über ein Tonnengewölbe. Im Gelben Saal tagte ab 1918 auch der erste demokratisch gewählte Landtag des Freistaates Mecklenburg-Strelitz.
Als Fest- und Tanzsaal diente der Große Saal, der in seinen neobarocken Formen mit der Schlosserweiterung entstanden ist.

## Pläne zum Wiederaufbau des Schlosses

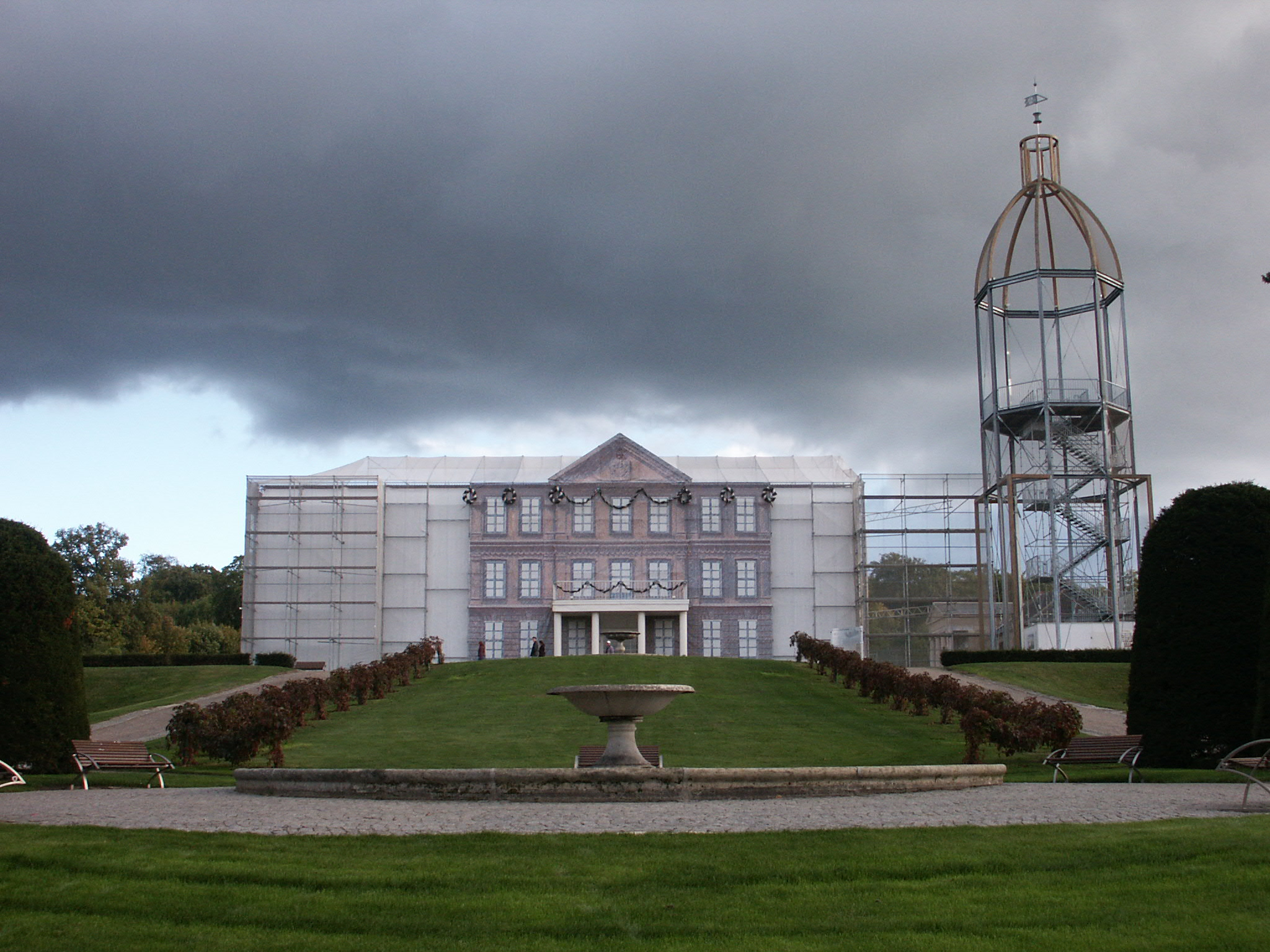
Die dem Mittelrisalit des Schlosses nachempfundene Zeltfassade auf der Terrasse der Gartenseite und der Turmbau, ab 2001 für einige Jahre aufgestellt

Seit der Zerstörung 1945 wurden verschiedene Möglichkeiten eines Wiederaufbaus der Neustrelitzer Schlossanlage oder eine andere städtebaulich sinnvolle Neubebauung des stadtbildprägenden Schlossbergs diskutiert. Bislang erreichte jedoch kein Konzept die Ausführungsreife.
Am 27. August 1998 bildete sich in Neustrelitz der „Residenzschlossverein Neustrelitz e. V.“, um den Wiederaufbau des Neustrelitzer Schlosses zu befördern. Dies soll vor allem durch Öffentlichkeitsarbeit, historische Dokumentation und Pflege des kulturellen Erbes rund um den Schlossgarten in Neustrelitz verwirklicht werden. In der Satzung des Vereins heißt es dazu: „Zweck der Tätigkeit des Vereins ist die Förderung von Kunst und Literatur sowie des Denkmalschutzes und des Heimatgedankens, insbesondere die Förderung der Wiederbebauung des Neustrelitzer Schlossberges im historischen Sinne sowie der Erhalt des barocken Gesamtensembles der Residenzstadt.“
Ab 2001 gewährte eine Zeltkonstruktion an der Stelle des Mittelbaus, die im Sommer als Kulisse für Operettenaufführungen diente, einen Eindruck von Dimension und Fernwirkung des einstigen Bauensembles. An der Stelle des Turmes wurde (aus statischen Gründen etwas versetzt) eine diesem in Gestalt und Größe nachempfundene Aussichtsplattform aufgestellt. Allerdings gab es letztendlich für die Zeltkonstruktion und den Turm weder einen verantwortlichen Träger noch weitere Eigentümer- bzw. baurechtliche Genehmigungen, so dass inzwischen eine Demontage erfolgte.

### Sicherung der Schlosskeller

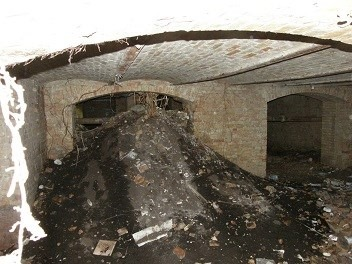
Erhaltene Schlosskeller mit Gewölbe aus der letzten Bauphase des Schlosses um 1905 (Foto von 2015)

Im Frühjahr 2013 formulierte der Residenzschlossverein Vorschläge, wonach zunächst die Schlosskeller gesichert und für Besucher erlebbar gemacht werden könnten. Im späteren Verlauf könnten Probestücke der Fassade aufgestellt und Türzargen platziert werden, um die Raumwirkung des Schlosses im Park allmählich wiederherzustellen. Dabei wurden Vorschläge für mögliche Finanzierungsquellen innerhalb eines Besuchskonzeptes gemacht, unter anderem durch Spenden, Eintrittsgelder, eine Regional- und Stadtinfo, öffentliche Toiletten, Souvenir- und Spendeneinrichtungen, Imbiss und Führungen.
Laut ursprünglichen Plänen des Finanzministers des Landes Mecklenburg-Vorpommern (MV) Mathias Brodkorb und des Betriebes für Bau und Liegenschaften Mecklenburg-Vorpommern (BBL MV) sollten die erhaltenen Schlosskeller von Neustrelitz für mindestens 1,2 Millionen Euro zugeschüttet werden.   Mehrere Kellerdecken, Gewölbe, sowie erhaltene Säulenpodeste und Fliesen des historischen Kellers würden dabei vernichtet werden. Die Pläne wurden in der Region und unter Denkmalpflegern in Deutschland kontrovers diskutiert und überwiegend abgelehnt. Die renommierte Architekturhistorikerin und Denkmalpflegerin Sabine Bock sprach von einem frevelhaften Vorgehen und der des Schlosses beraubten „amputierten Stadt“ Neustrelitz. Da es sich um ein Denkmal und nicht um ein Bodendenkmal handelt, widerspricht eine solche unumkehrbare Verfüllung den Denkmalpflegegesetzen. Henry Tesch bezeichnete den Plan der irreversiblen Verfüllung als „endgültige Beerdigung des Neustrelitzer Schlosses“.
Am 29. Januar 2018, genau 99 Jahre nach dem Wahlgesetz des Freistaates Mecklenburg-Strelitz und damit der Gründung des ersten deutschen Landesparlamentes in Neustrelitz, fand eine Schlosskonferenz unter Beteiligung von Landes- und Kommunalpolitikern, Fachleuten und Wilhelm von Boddien (Förderverein Berliner Schloss) statt. Die Konferenz unter Schirmherrschaft der Stiftung Mecklenburg sprach sich für den Erhalt und die Nutzbarmachung der Schlosskeller aus, um eine künftige Nutzung des Schlossareals zu ermöglichen. Trotz der massiven Kritik hielt das Finanzministerium zunächst an den Plänen für die Zuschüttung der denkmalgeschützten Schlosskeller fest. Die Neustrelitzer Stadtvertreter votierten in einem gemeinsamen Antrag aller Fraktionen gegen die Zuschüttung der Schlosskeller. Die Beräumung der Kellerräume vom Schutt solle unter Schonung der Decken, Wände und Böden durchgeführt werden. Mithilfe der Denkmalpflege soll dann eine Bestandsaufnahme vorgenommen werden.
Als Reaktion auf den großen öffentlichen Druck erklärte Finanzminister Brodkorb im Februar 2018, dass die Zuschüttung der Schlosskeller zunächst nicht vorgenommen werden soll. Mit der Entfernung der Vegetation über den denkmalgeschützten Kellern wurde begonnen. Das weitere Vorgehen wurde zwischen der Stadt Neustrelitz, dem Land Mecklenburg-Vorpommern und dem Landesamt für Kultur und Denkmalpflege bei einem Treffen im Finanzministerium in Schwerin am 7. März besprochen. Weitere Gespräche folgten.
Am 6. September 2018 wurde der Plan zur Sanierung und Nutzbarmachung des Schlossareals (Landesprojekt „Ein Bellevue für Neustrelitz“) auf einer Stadtratssitzung von Vertretern des Finanzministeriums MV und des BBL erneut vorgestellt. Das Land MV favorisierte bisher eine denkmalgerechte Konservierung, die Verfüllung der Schlosskeller mit Fließsand und die Abdeckung mit Geotextil-, Schotter- und Rasenschichten. Die Schlossfundamente sollten originalgetreu nachgezeichnet und der Mittelrisalit des ursprünglichen Schlossgebäudes durch je vier, am Abend beleuchtete Säulen zur Mittelachse und zum Tiergarten hin hervorgehoben werden. Diese sollen künftig den Eingangsbereich zu den Schlossgartenfestspielen markieren. Die Fläche der Schlosserweiterung von 1905/08 wurde als begehbare Grünfläche mit einem Platz für vorhandene Artefakte im ehemaligen Innenhof geplant. Informationen zum Schloss und zum Garten sollen integriert und für Besucher eine pultartige Brüstung zur Mittelachse hin errichtet werden. Von erhöhter Position aus soll diese einen Ausblick auf den Schlossgarten ermöglichen. Der Stadtvertreter und Bauunternehmer Bernd Werdermann und der Neustrelitzer Architekt Christian Peters stellten unter dem Motto „Ein Neustrelitzer Beitrag zum Erhalt der Schlosskeller und ein Ausblick für die Zukunft“ einen alternativen Vorschlag zur Kellerverfüllung vor. Die baufällige Kellerdecke kann durch eine neue wasserdichte und tragfähige Stahlbetondecke abgefangen werden; auf eine Verfüllung zur Stabilisierung des alten Mauerwerks könnte dann verzichtet werden. Nach vollständiger Beräumung könnten die Kellerräume begehbar und nutzbar gemacht werden. Christian Peters regte darüber hinaus an, auf dem Schlossberg einen Ausstellungs- und Aussichtsturm zu errichten, der an das zerstörte Schloss erinnert und einen deutlichen Bezug zur Stadt herstellt. Finanzministerium und BBL hielten den Neustrelitzer Vorschlag, der dem Finanzministerium bereits 6 Wochen vorher vorlag, grundsätzlich für realisierbar. Offene Fragen zur Planung und Finanzierung müssten jedoch noch geklärt werden. Insgesamt waren für das Schlossbergprojekt bis dato rund 1,2 Millionen Euro im Landeshaushalt bewilligt worden.
Am 3. Dezember 2024 stellte der Leiter des Staatlichen Bau- und Liegenschaftsamtes des Landes Mecklenburg-Vorpommern mit Sitz in Neubrandenburg (SBL Neubrandenburg), Jens Rott, im Ausschuss für Stadtentwicklung und Bau Neustrelitz den Ablaufplan des Landes Mecklenburg-Vorpommern für das Projekt Kellersanierung auf dem Schlossberg von Neustrelitz vor. Obwohl ursprünglich vorgesehen war, erst die Schlosskeller zu sanieren und anschließend den Schlossturm zu bauen, soll nun die Freilegung und Schadstoffsanierung der teils noch vorhandenen Kellerräume des Schlosses erst mit bzw. nach dem Turmbau erfolgen. Rott begründete diese Vorgehensweise damit, dass es dem SBL Neubrandenburg bei der geplanten Vorgehensweise nicht in erster Linie um die Kellerräume, sondern um die Gestaltung des Schlossareals gehe. Dessen Herrichtung hätte, so Jens Rott, vor Fertigstellung des Turms wenig Sinn, weil dabei schwere Maschinen und Kräne auf dem Gelände zum Einsatz kämen. Wie Rott darlegte sehe das Gestaltungskonzept für das Schlossgelände vor, die Umrisse des einstigen Schlosses wieder begehbar und erlebbar zu machen. Um dies zu ermöglichen, sollen die Reste der Grundmauern des Schlosses in die Gestaltung der auf dem Schlossgelände geplantem Gartenanlage mit einbezogen werden. Damit diese aber oberhalb der Kellerräume angelegt werden kann, müsse zuvor über die Kellerräume eine Stahlbetondecke gezogen werden, weil die vorhandenen Preußischen Kappendecken den statischen Belastungen sonst nicht standhalten würden. Zuvor müssen aber mehr als 2000 Kubikmeter Schutt und Schadstoffe wie Asbest, nicht näher definierte Flüssigkeiten, Industrieschrott und Brandreste aus den Kellern geholt und entsorgt werden. Später sollen die Kellerräume – etwa für Besuchergruppen – begehbar gemacht werden. Bevor die Kellerräume allerdings beräumt werden können, ist es notwendig die dort lebenden Fledermäuse mit großen Lichtanlagen aus den Kellern zu vergrämen, nachdem ihnen zuvor ein Ausweichquartier eingerichtet wurde. Ebenso ist man bereits vor einigen Jahren im Zuge der Sanierung des Kavaliershauses vorgegangen. Allerdings würde auch diese Fledermaus-Vergrämung, die zwei Jahre dauern könnte, erst in Planung gehen, wenn der Zeitplan für den Turmbau steht. Lediglich die Fläche, auf welche der Turm errichtet werden soll, würde laut Jens Rott vom Land Mecklenburg-Vorpommern im Vorfeld des Wiederaufbaus des Neustrelitzer Schlossturms freigelegt werden, um diese dann „besenrein“ an die Stadt Neustrelitz, als für die Errichtung des Schlossturms vorgesehenen Bauherrn zu übergeben. Ob die Fundamente des alten Turms noch für den Neubau des Turms nutzbar sind, müsse dann die Statik im Rahmen der Bauplanung zeigen, für welche die Stadt Neustrelitz zuständig ist. Die Flächenvorbereitung ist dabei vom Baustart für den Turm abhängig. Diese soll, damit dass das alte Turmfundament nicht allzu lange der Witterung ausgesetzt ist, neun Monate vor dem Turmbau beginnen, erklärte Rott. Auf Anfrage des Vorsitzenden des Neustrelitzer Ausschusses für Stadtentwicklung und Bau, Andreas Petters, zur Finanzierung des Bauprojekts erklärte der Leiter des SBL Neubrandenburg, Jens Rott, vor dem Ausschuss, dass die Finanzierung des Projekts im vorgestellten Umfang einschließlich möglicher Teuerungen abgedeckt sei. Allerdings konnte Rott noch keine ungefähre Bausumme nennen, da zu vieles derzeit noch nicht richtig abzuschätzen sei.”

### Neubau des Schlossturms

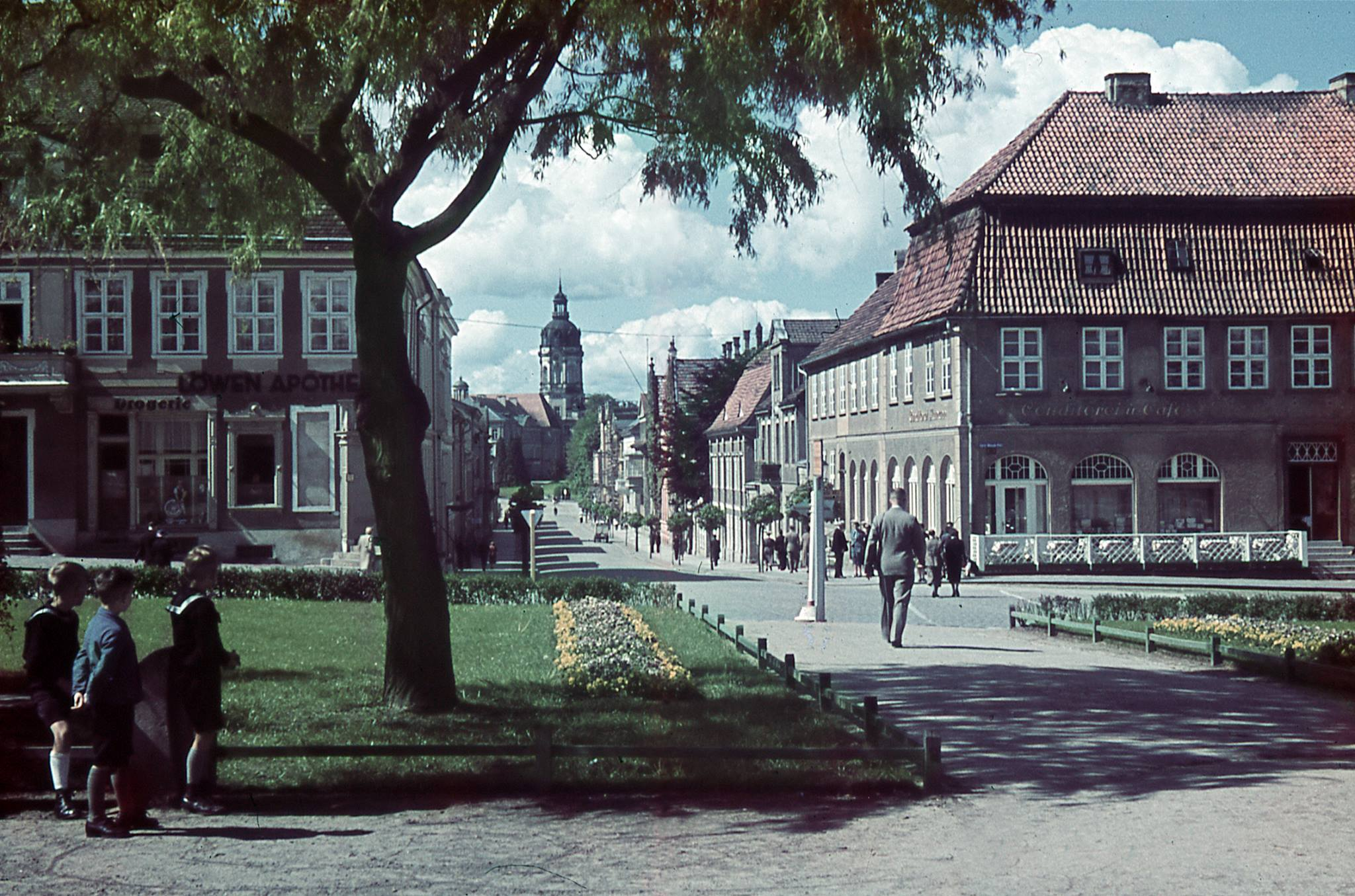
Der Schlossturm war vom Markt aus als Landmarke gut sichtbar, frühes Farbfoto um 1940

Im November 2018 bot das Land Mecklenburg-Vorpommern an, sich mit 7 Millionen Euro an Turmbau, Kellersanierung und Gestaltung des Neustrelitzer Schlossbergs zu beteiligen. Die Stadt Neustrelitz sollte sich mit 2 Millionen Euro an den geplanten Gesamtkosten von 9 Millionen Euro beteiligen. Zur Gestaltung des Schlossturms standen mindestens zwei Vorschläge zur Diskussion. Der Neustrelitzer Residenzschlossverein e. V.  wollte den Turm originalgetreu haben. Der Architekt Christian Peters und der Stadtvertreter Bernd Werdermann favorisierten dagegen einen Turm, der zwar an das Original erinnern soll, aber nicht exakt originalgetreu ist. Der Residenzschlossverein Neustrelitz e. V. und der Verein Stadtbild Deutschland e. V. sprachen sich bereits zu Beginn der Diskussion für einen originalgetreuen Wiederaufbau von Schlossteilen aus.
Am 24. Oktober 2019 stimmten die Neustrelitzer Stadtvertreter mehrheitlich für den Entwurf einer Vereinbarung mit dem Land Mecklenburg-Vorpommern zur Entwicklung des Schlossbergareals. Der 51 Meter hohe Schlossturm soll im Äußeren entsprechend seinem historischen Vorbild wieder aufgebaut werden. Die Stadt will als Bauherr auftreten und den Turm in eigener Verantwortung errichten. Insgesamt wurden rund 4 Millionen Euro (inkl. möglicher Kostensteigerungen von ca. 25 Prozent) für den Bau veranschlagt. Davon will das Land Mecklenburg-Vorpommern als Eigentümer des Areals 3 Millionen Euro (75 Prozent) tragen. Die restliche 1 Million Euro (25 Prozent) trägt die Stadt selbst. Statt die denkmalgeschützten Kellerräume wie ursprünglich vorgesehen zu verfüllen, sollen diese auf Kosten des Landes beräumt, begehbar gemacht und mit einer nutzbaren Betondecke überspannt werden. Der Stadt steht es anschließend frei, die Kellerräume selbst zu nutzen oder anderweitig durch Dritte nutzen zu lassen.

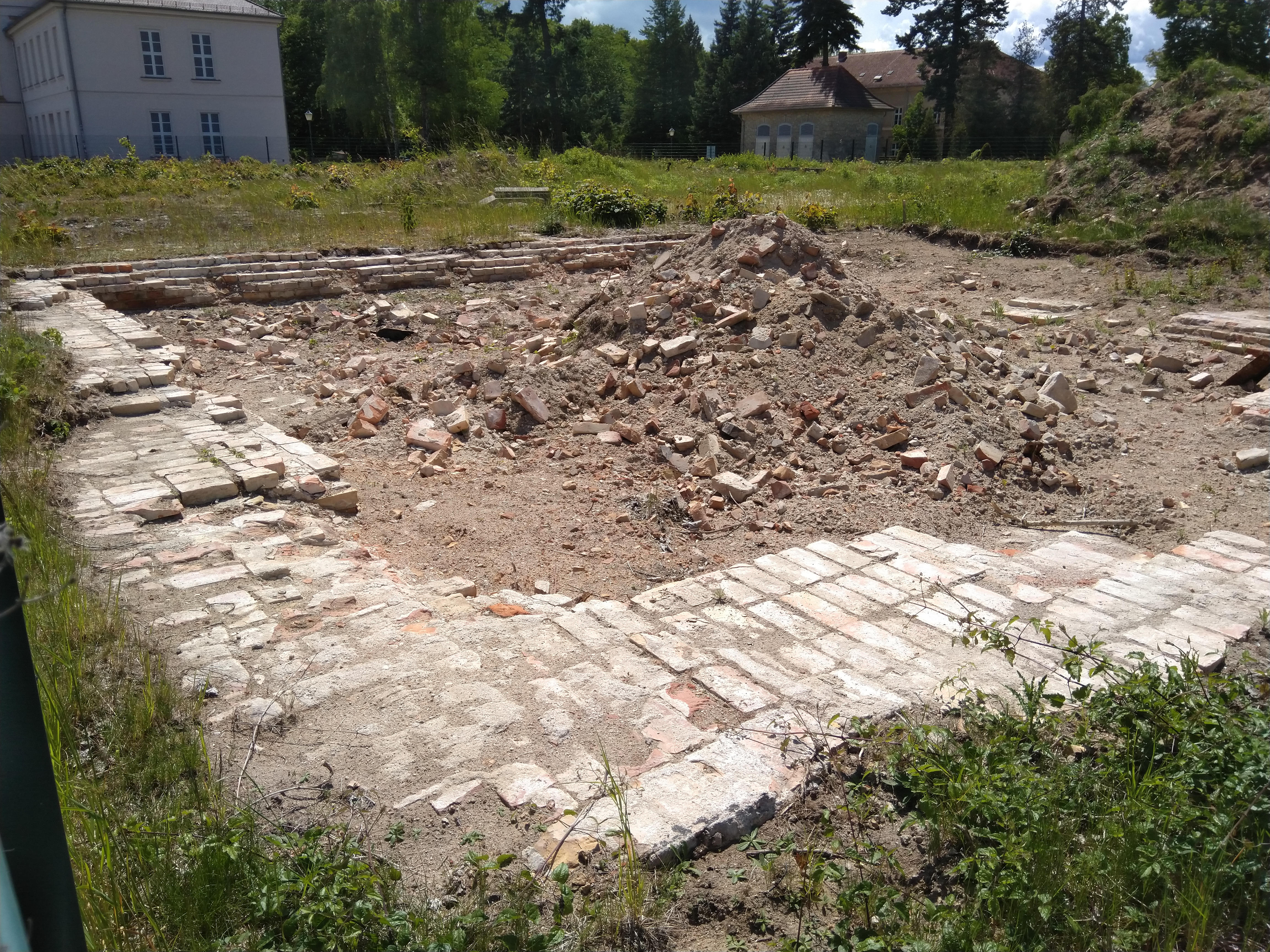
Freigelegte Grundmauern des 1945 zerstörten Schlossturms (Mai 2025)

Ende November 2020 gab der Bund zwei Millionen Euro Fördermittel für den Wiederaufbau des Schlossturms frei. Außerdem wurde das ehemalige Residenzschloss in die Liste: Orte der Demokratiegeschichte aufgenommen. Ende Februar 2021 wurden der Vorentwurf für den Wiederaufbau des Schlossturms und die Kostenschätzung von 7 Millionen Euro der Öffentlichkeit präsentiert.
Am Anfang des Jahres 2024 wurden die Kosten für den Bau des Turms auf etwa 9,5 Millionen Euro geschätzt. Der Bund und das Land Mecklenburg-Vorpommern hatten 6,5 Millionen Euro Fördergeld zugesagt. Die verbleibende Finanzierungslücke von mindestens 3 Millionen Euro war zu diesem Zeitpunkt von der Kommune, der Stadt Neustrelitz, als dem für die Errichtung des Bauwerks infragekommenden Bauherren, noch nicht zu schließen. Nach Aussage des Neustrelitzer Bürgermeisters Andreas Grund seien auch die zukünftigen Unterhaltskosten nicht gegenzufinanzieren. Auch Ende Januar 2025 fehlte nach wie vor der finale Aufstellungsbeschluss der Neustrelitzer Stadtvertretung zum Bau des Turms, sodass mit den Bauarbeiten bislang noch nicht begonnen werden konnte.

## Schlosspark

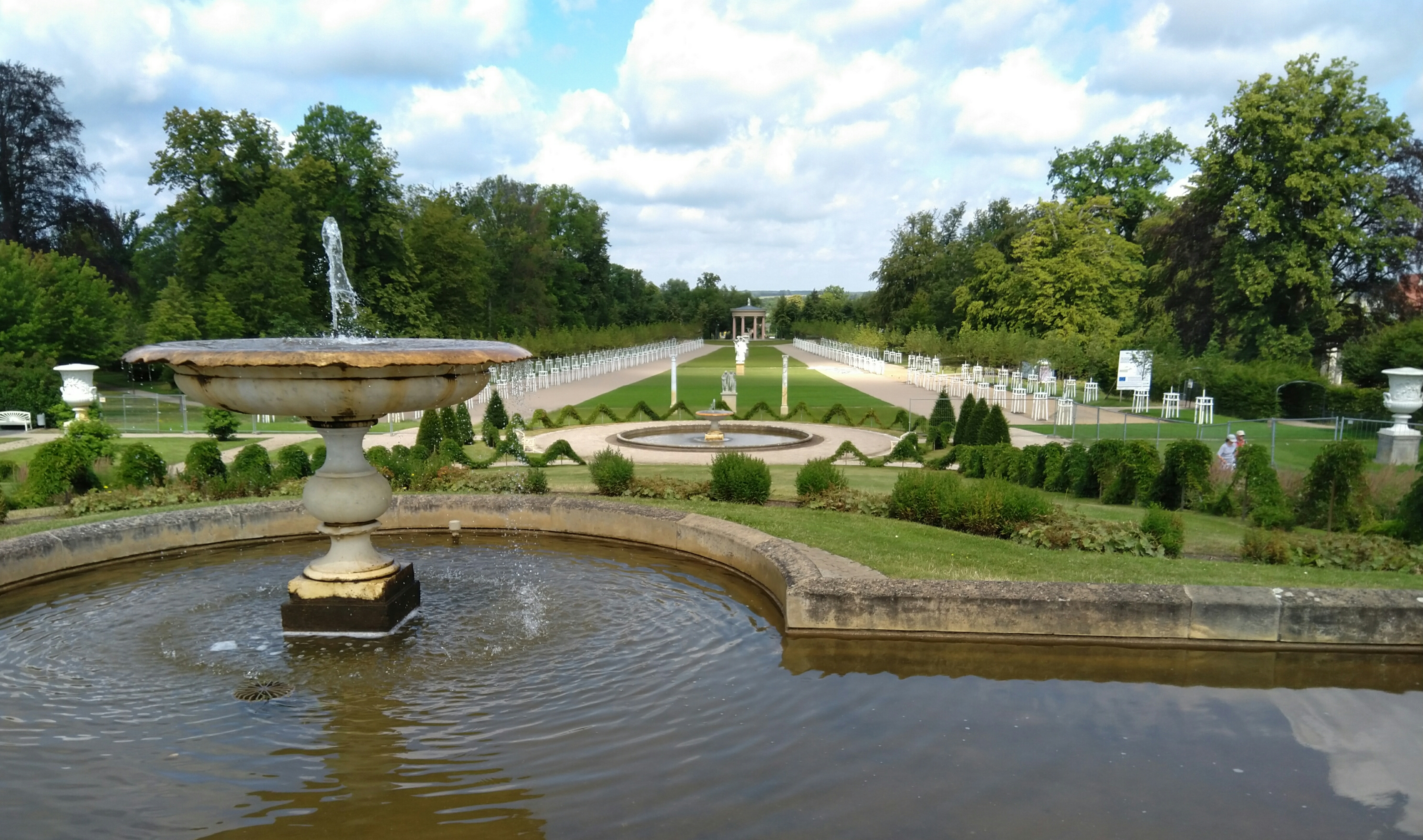
Blick von der ehem. Schlossterrasse auf die barocke Hauptachse nach der Sanierung 2019

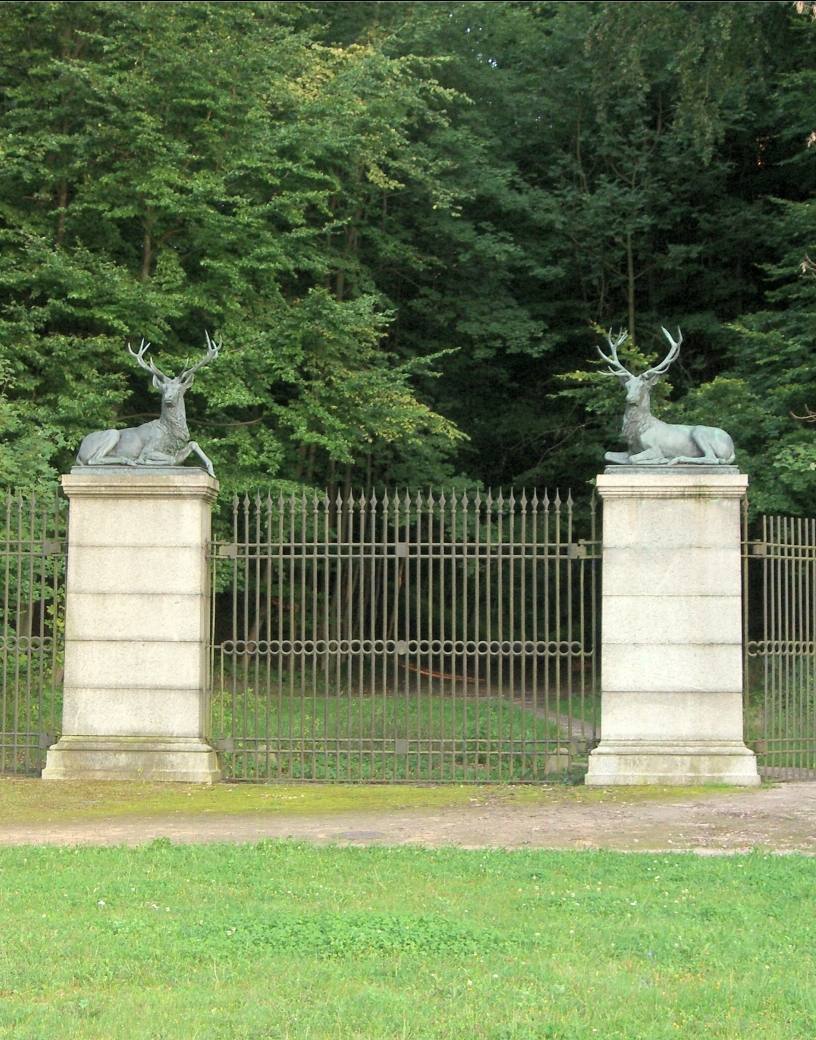
Hirschportal, Tor zwischen Schloss und Tiergarten

Der Neustrelitzer Schlosspark, der in seinen Grundzügen bis heute erhalten ist, wurde 1731/1732 nach Fertigstellung des Residenzschlosses von Julius Löwe als Barockgarten angelegt. Wie in der Stilepoche des Barock üblich, war die Anlage auf das Schloss ausgerichtet. Nur die barocke Sichtachse blieb vom ehemaligen Barockgarten erhalten. Ein großes von Alleen flankiertes Rasenparterre führt auf der Sichtachse vom Schlossberg zum von Friedrich Wilhelm Buttel als Point de vue in der Mitte des 19. Jhd. anstelle eines Vorgängerbaus errichteten Hebetempel. Die Verengung der Sichtachse in Richtung des Zierker Sees war ein gartenarchitektonisches Stilmittel, um den Barockgarten tiefer und länger erscheinen zu lassen.
Im Laufe der Jahre wurde der Schlosspark immer wieder umgestaltet und zu einer mehrteiligen Parkanlage erweitert. In den 50er Jahren des 19. Jahrhunderts folgte die Umgestaltung eines Parkteils nach Ratschlägen von Peter Joseph Lenné im Stil englischer Landschaftsgärten. In diesem Teil des Schlossparks wurde 1891 zum Gedenken an die preußische Königin Luise, eine Prinzessin aus Strelitzschem Hause, der Luisentempel errichtet. Dieses Bauwerk, ebenso wie der Hebetempel, eine Reihe von Kopien antiker und klassizistischer Bildwerke – aufgestellt an der ehem. Schlossauffahrt, auf der barocken Sichtachse und beidseitig der Götterallee –, die restaurierte Kopie des Orestsarkophags nahe der Orangerie, der Kinderbrunnen von Albert Wolff und die Kopie der antiken Bronzestatue Betender Knabe im Orangeriegarten, sowie die am östlichen Rand des Parks gelegenen Neustrelitzer Orangerie selbst, zeugen vom Kunstgeschmack des Adels in der Zeit des Klassizismus.

## Modelle und Ansichten vom Schloss
Ein Modell des Schlosses vor seiner Zerstörung ist im Modellpark in Klütz zu besichtigen. Das Modell entstand ursprünglich für den Modellpark Mecklenburgische Seenplatte in Neubrandenburg, der 2011 geschlossen wurde.

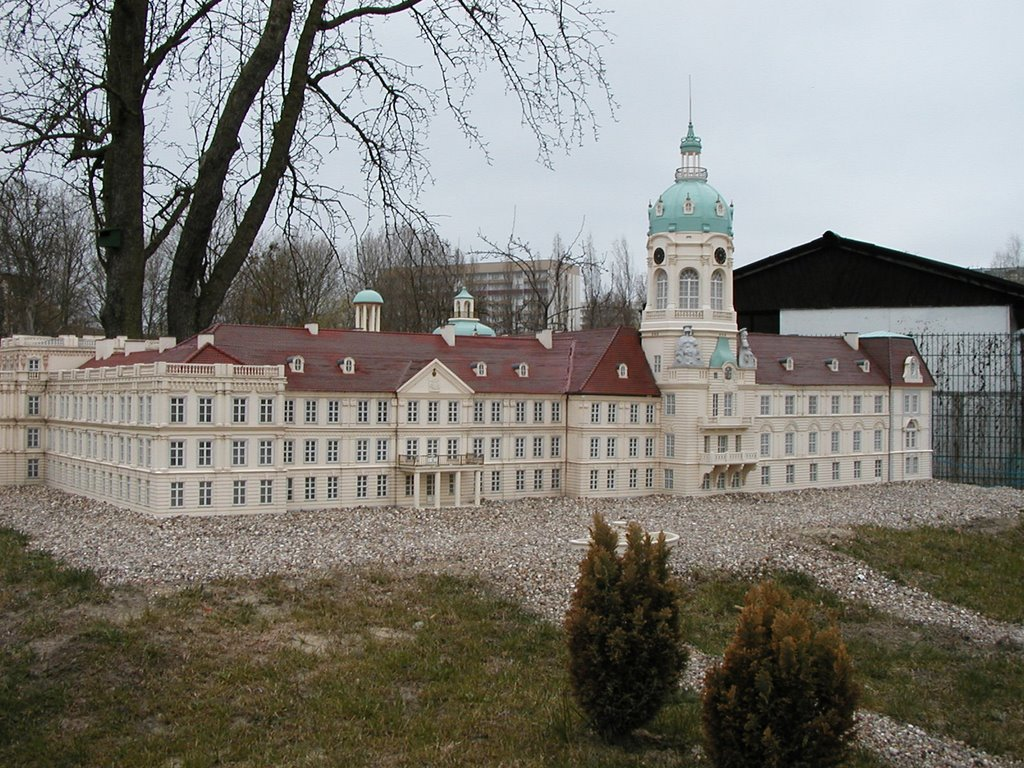
Modell des Schlosses, Blick auf die Parkseite, im Vordergrund der ältere Teil des Schlosses mit der Schlossterrasse
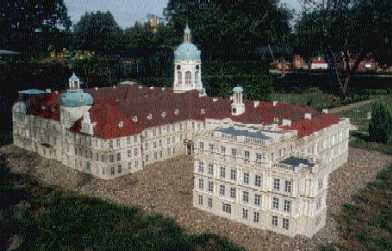
Modell des Schlosses, Blick aus Richtung Tiergarten

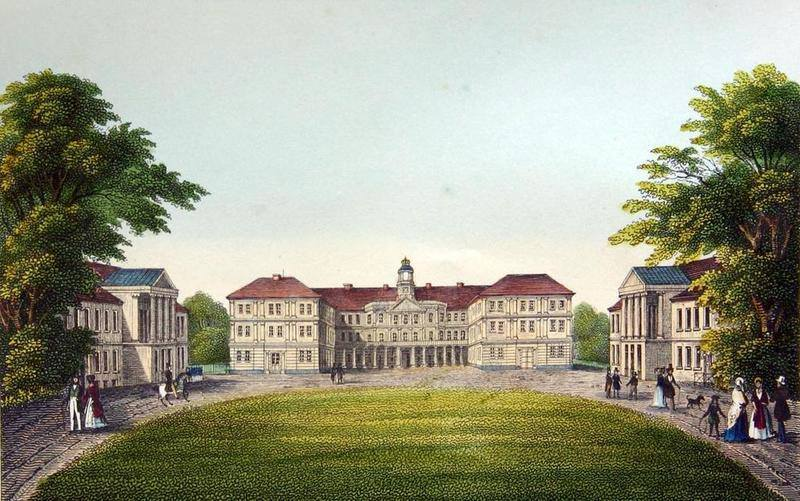
Schloss Neustrelitz, Lithographie von der Tiedemann Hof Steindruckerei, 1843.
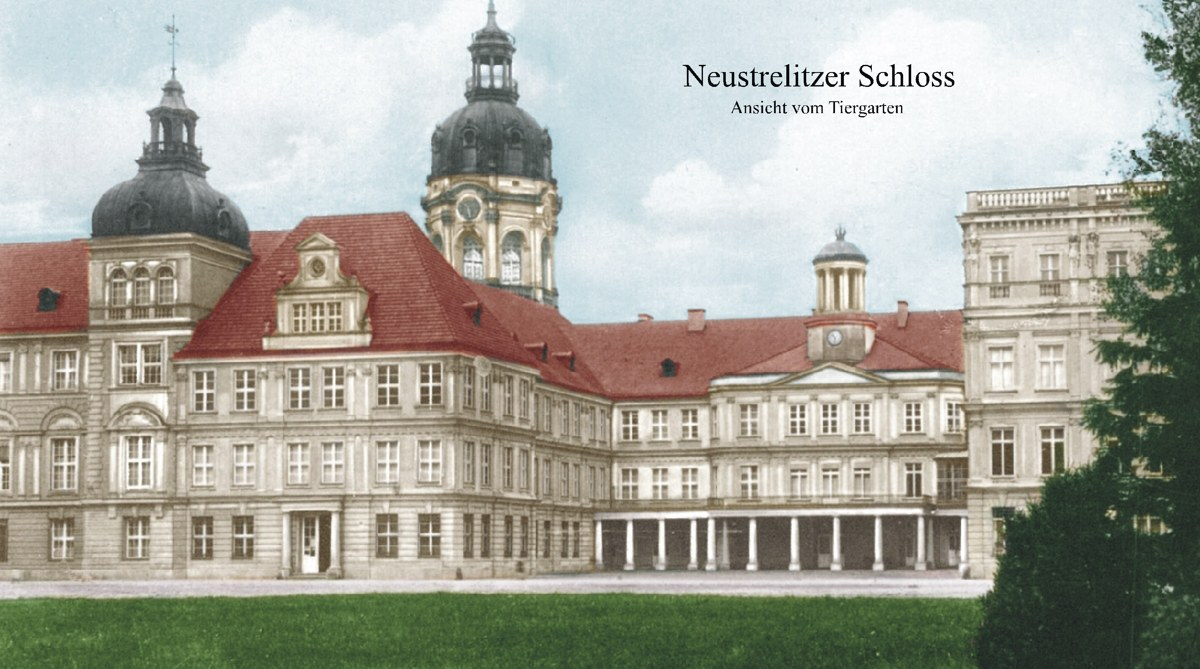
Tiergartenansicht, um 1912

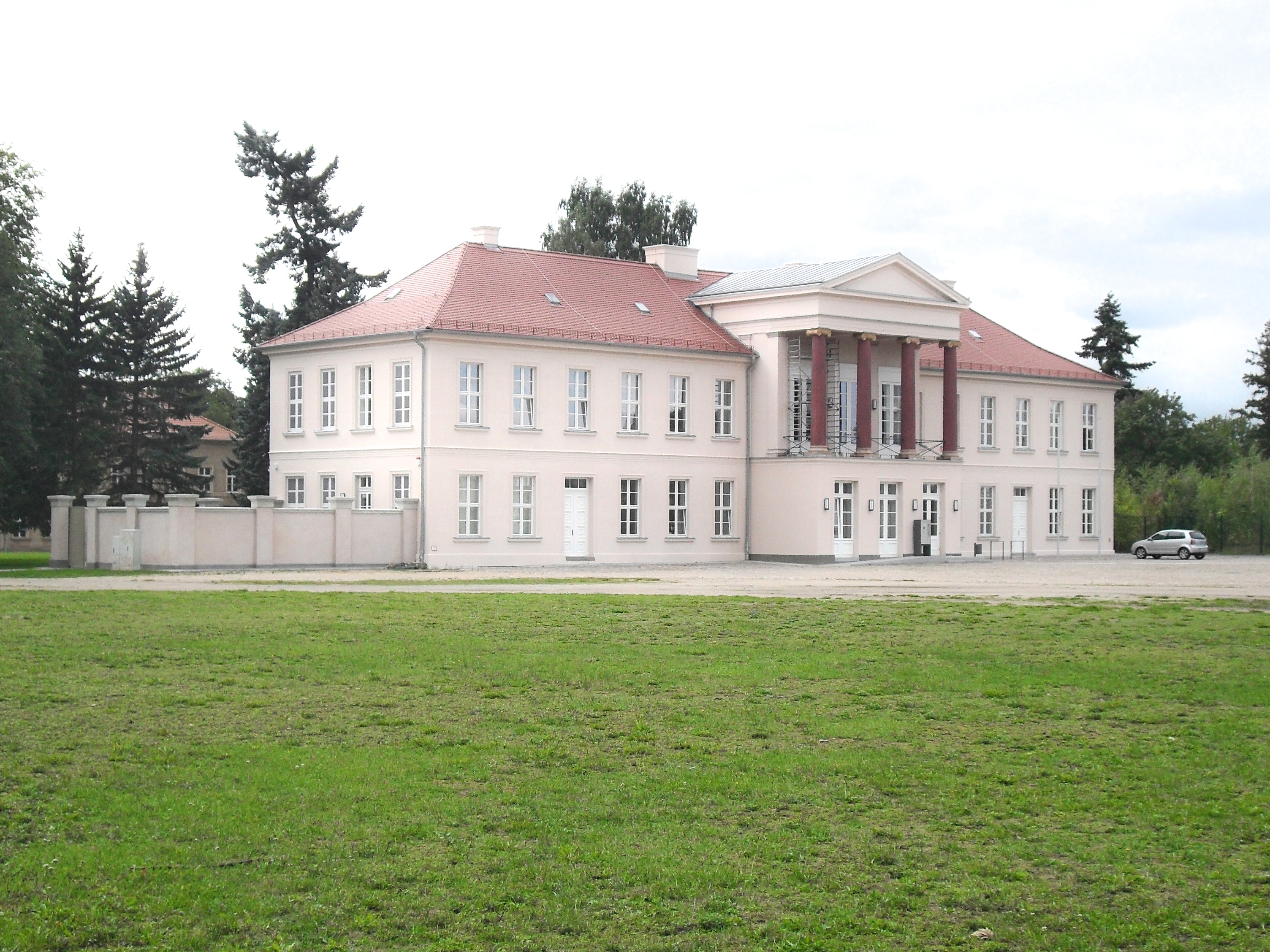
Westliches Kavalierhaus, 2012/13 restauriert und umgebaut für die Nutzung als Straßenbauamt.
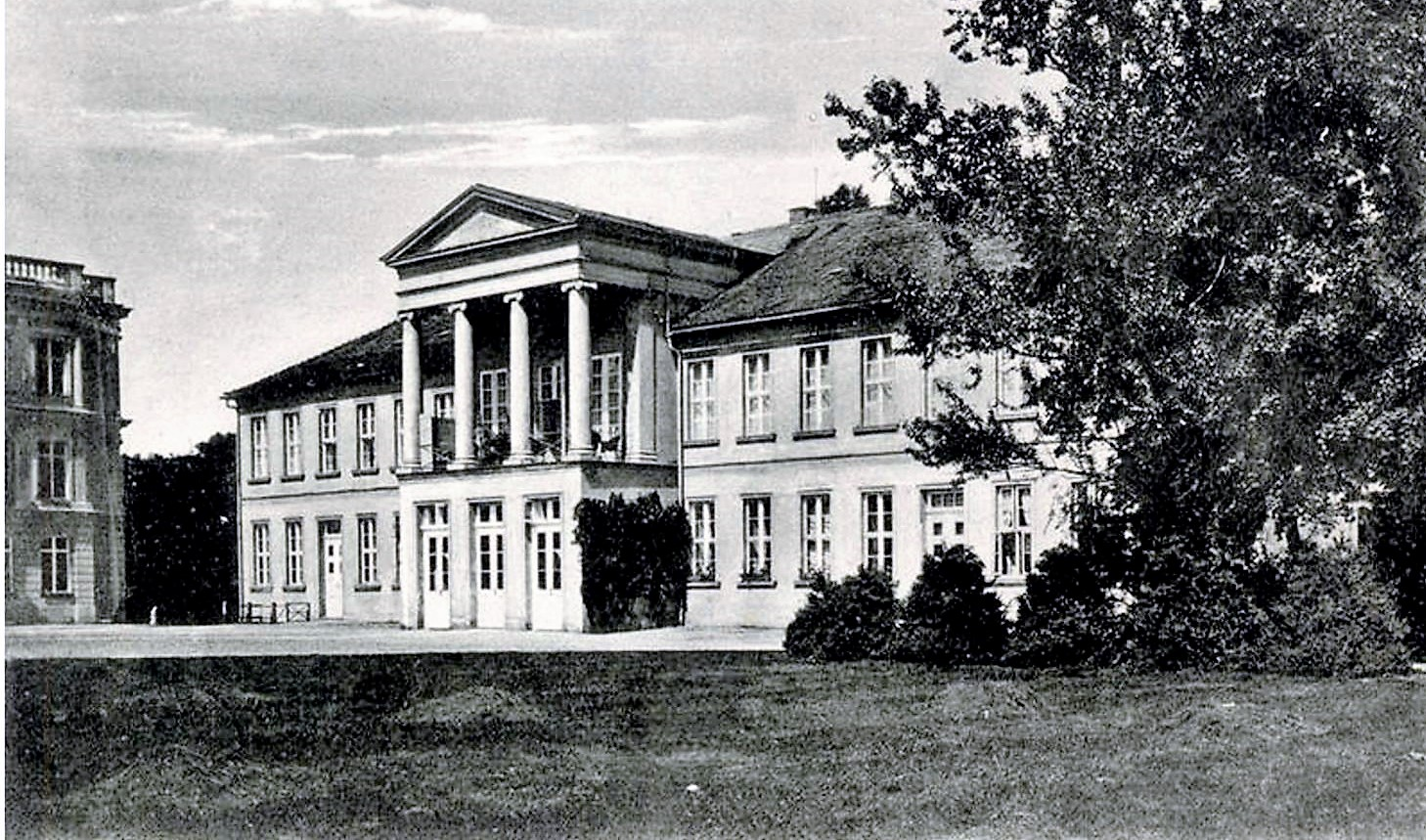
Östliches Kavalierhaus, 1950 abgerissen (Foto: ca. 1920)